# Monuments de La Rochelle
Pour une liste exhaustive des monuments historiques de La Rochelle, voir Liste des monuments historiques de La Rochelle.

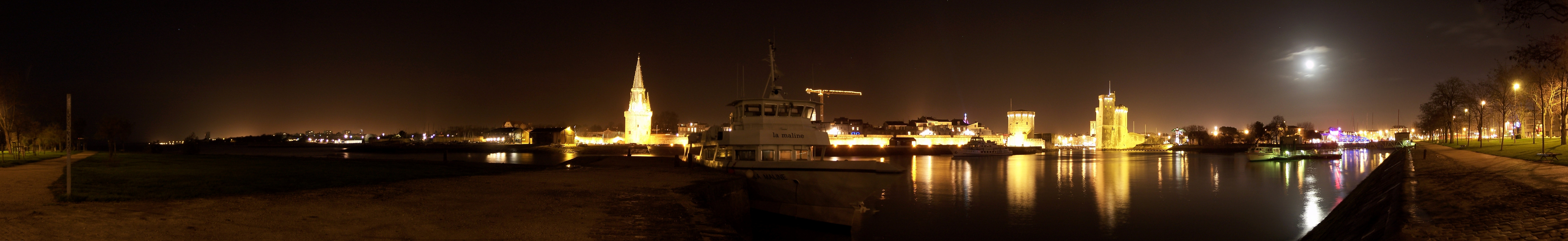
Tours médiévales du Vieux-Port de La Rochelle vues depuis la digue du Bout-Blanc. Le toit en forme de flèche est la tour de la Lanterne. Ensuite, la tour de la Chaîne (à gauche) et la tour Saint-Nicolas (à droite), défendent l’entrée emblématique de la ville. Sous la lune, éclairé en bleu, le pont levant du Gabut.

Ville fortifiée, La Rochelle comporte de nombreux monuments de défense, dont les plus connus sont les tours médiévales du Vieux-Port, qui en gardent l’entrée et l’ont rendue mondialement célèbre. Durant son histoire, La Rochelle a perdu beaucoup de ses monuments, comme les remparts qui fortifiaient la ville et qui étaient percés par des portes également disparues. On estime ces disparitions aux alentours de 1910-1930 lors de l'expansion de La Rochelle avec notamment l'implantation de sa Gare. Entre 2016 et 2020, La Rochelle réalise de nombreux travaux, notamment contre les inondations qui lui permet en même temps de valoriser son patrimoine comme au Gabut, aux pieds de la tour Saint-Nicolas mais également dans les rues du centre-ville.
La Rochelle a demandé le classement du Vieux-Port et des tours sur la liste du patrimoine mondial de l'Unesco. Ces dernières ont accueilli plus de 100 000 visiteurs en 2004.

## Vieux-Port

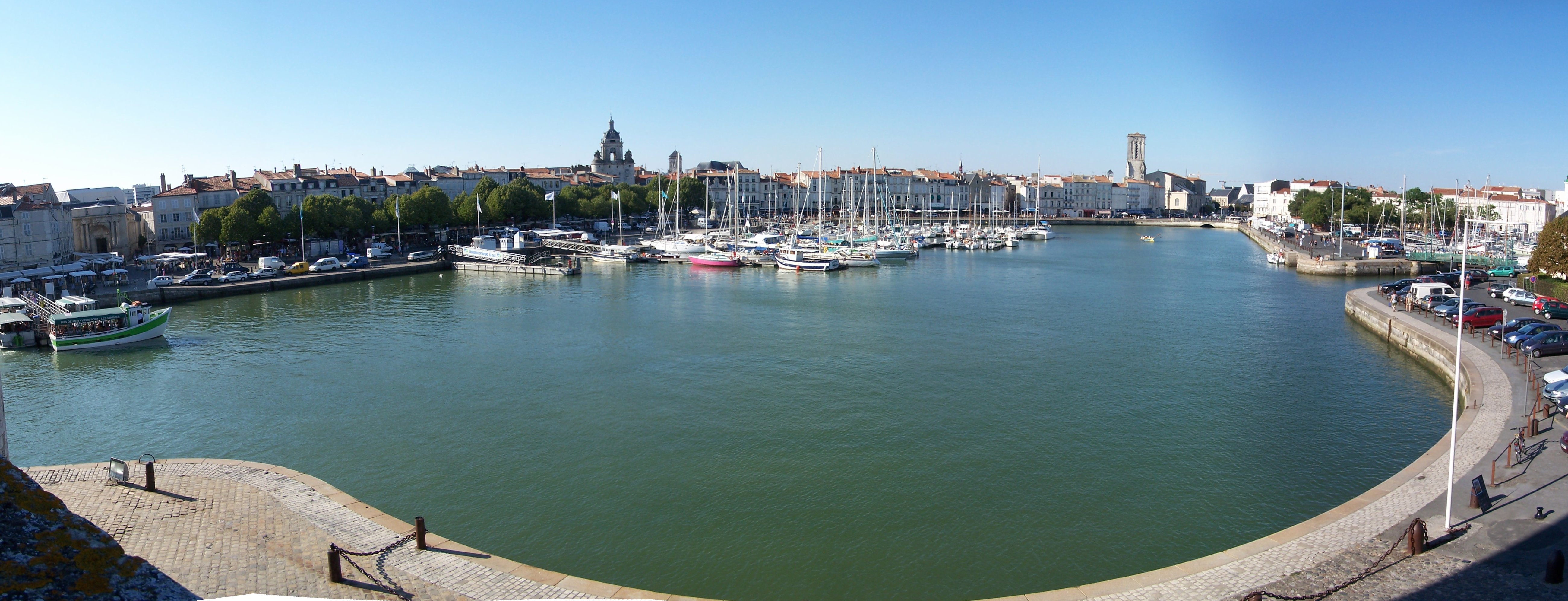
Panoramique du Vieux-Port de La Rochelle depuis la porte d’entrée de la tour Saint-Nicolas.

Dès le XIIe siècle, le Vieux-Port de La Rochelle joue un rôle de premier ordre, et reste jusqu’au XVe siècle le plus grand port de la côte atlantique, commerçant principalement du vin et du sel.
Le port doit son important développement principalement à une conjonction de nombreux facteurs favorables, que ce soit sur le plan économique, géographique, politique ou technique.
Aux XIIe siècle et XIIIe siècle, les routes des Templiers convergent toutes vers La Rochelle, faisant ainsi de la ville leur port sur l’Atlantique.
En 1154, le mariage d’Aliénor d'Aquitaine avec Henri II d'Angleterre fait de La Rochelle une province anglaise qui par sa situation géographique et de son importance voit s’ouvrir à elle les marchés de l’Angleterre et de l’Europe du Nord, très demandeurs des vins français de la région et du sel des marais du littoral.
La ville change de mains à de nombreuses reprises au cours de la Guerre de Cent Ans, jusqu’à ce qu’en 1372, le connétable Bertrand Du Guesclin chasse les Anglais de l’Aunis et du Poitou, faisant de La Rochelle une ville définitivement française. Cette fois encore, la situation géographique de la ville, nichée au cœur du Pertuis d’Antioche, est propice à l’activité du port.
Au XVIIe siècle et au XVIIIe siècle, le Vieux-Port a drainé plus de la moitié du trafic colonial vers la Nouvelle-France, ce qui en fait aujourd’hui un lieu de mémoire.
Aujourd’hui, le Vieux-Port est avec ses tours et ses quais une image emblématique de La Rochelle, et il accueille d’ailleurs la plupart des animations de la ville.

### Tour de la Chaîne

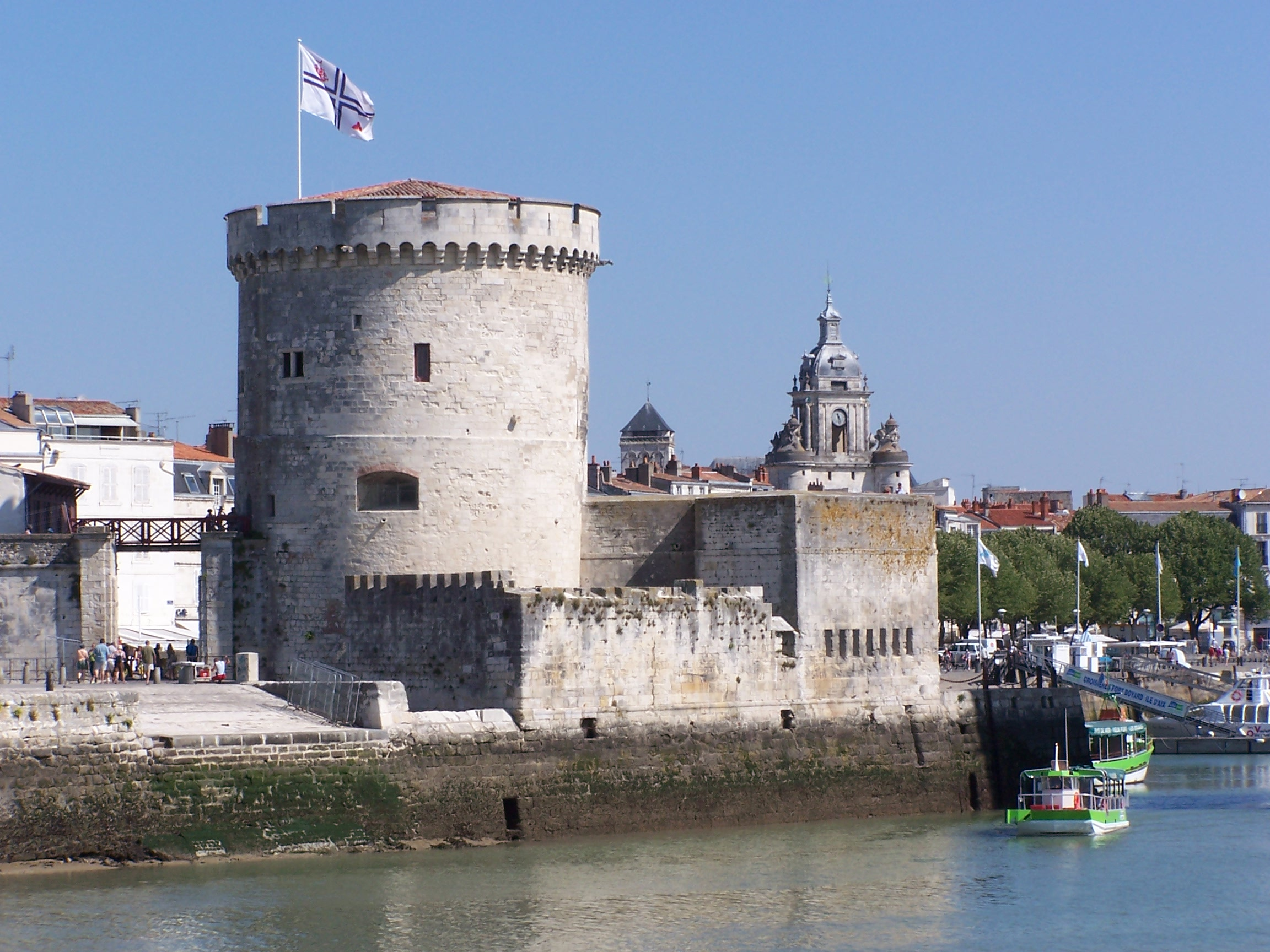
La tour de la Chaîne.

La tour de la Chaîne est, avec la tour Saint-Nicolas et la tour de la Lanterne, l’une des trois tours du front de mer de La Rochelle, et l’une des deux tours emblématiques du Vieux-Port, dont elle constitue la majestueuse porte d’entrée.
Érigée entre 1382 et 1390, quelques années après la tour Saint-Nicolas, elle avait pour fonction de tendre la chaîne, fixée par un anneau dans la tour Saint-Nicolas sur l’autre rive, de manière à interdire l’accès du port en barrant le chenal entre les deux tours.
Cette tour, qui faisait également office de poudrière, a été gravement endommagée en 1651 lors de la Fronde, une explosion l’ayant découronnée, détruisant sa toiture, les mâchicoulis et le chemin de ronde.
En 1824, lors de l’élargissement de l’entrée du port, la petite tour de la chaîne abritant le cabestan qui servait à tendre la chaîne est détruite.
Classée monument historique en 1879, elle a été partiellement restaurée au XIXe siècle et au début du XXe siècle.

### Tour Saint-Nicolas

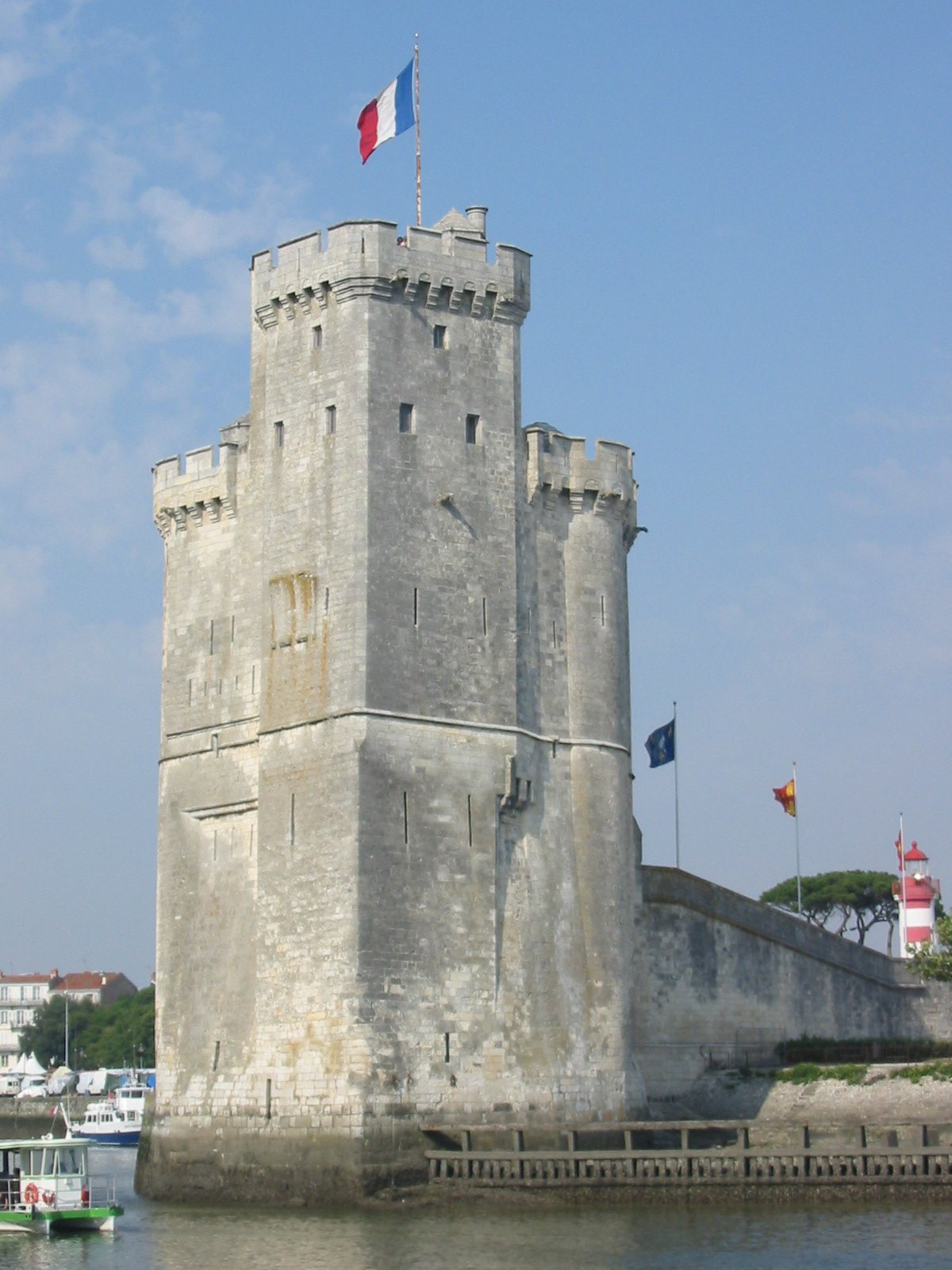
La tour Saint-Nicolas.

La tour Saint-Nicolas est l’autre tour emblématique du Vieux-Port.
D’une base légèrement pentagonale, elle est d’une hauteur de trente-six mètres. L’intérieur est composé de trois grandes salles octogonales superposées, dont deux sont voûtées. Le sol est incliné à 2 %, signe de l’enfoncement de la tour constaté pendant sa construction. Inclinaison qui sera conservé pour la restauration de la tour, mais dont le sol sera surélevé de 50 cm par rapport au sol originel. Chaque niveau de la tour est percé en son centre d’un oculus, ouverture ronde utilisée autrefois pour ravitailler les étages de la tour, se parler ou se défendre.
Trois alvéoles sont situées autour du rez-de-chaussée. Leur fonction n’est pas certaine selon les historiens.
La première tour était sur pilotis, et était isolée sur l’eau. Aucune muraille ne la reliait à la terre ferme. 
À la seconde moitié du XIVe siècle fut construite la tour telle qu’on la connaît aujourd’hui. 
Sur le flanc de la tour, on peut voir l’amorce d’une arche. L’architecte Lisch, chargé de la restauration des tours à la fin du XIXe siècle en déduisit l’existence d’une arche entre la tour Saint-Nicolas et la petite tour de la chaîne. Mais aucune gravure, ni aucun texte n’en mentionne l’existence. Elle n’a certainement jamais été construite.

### Tour de la Lanterne

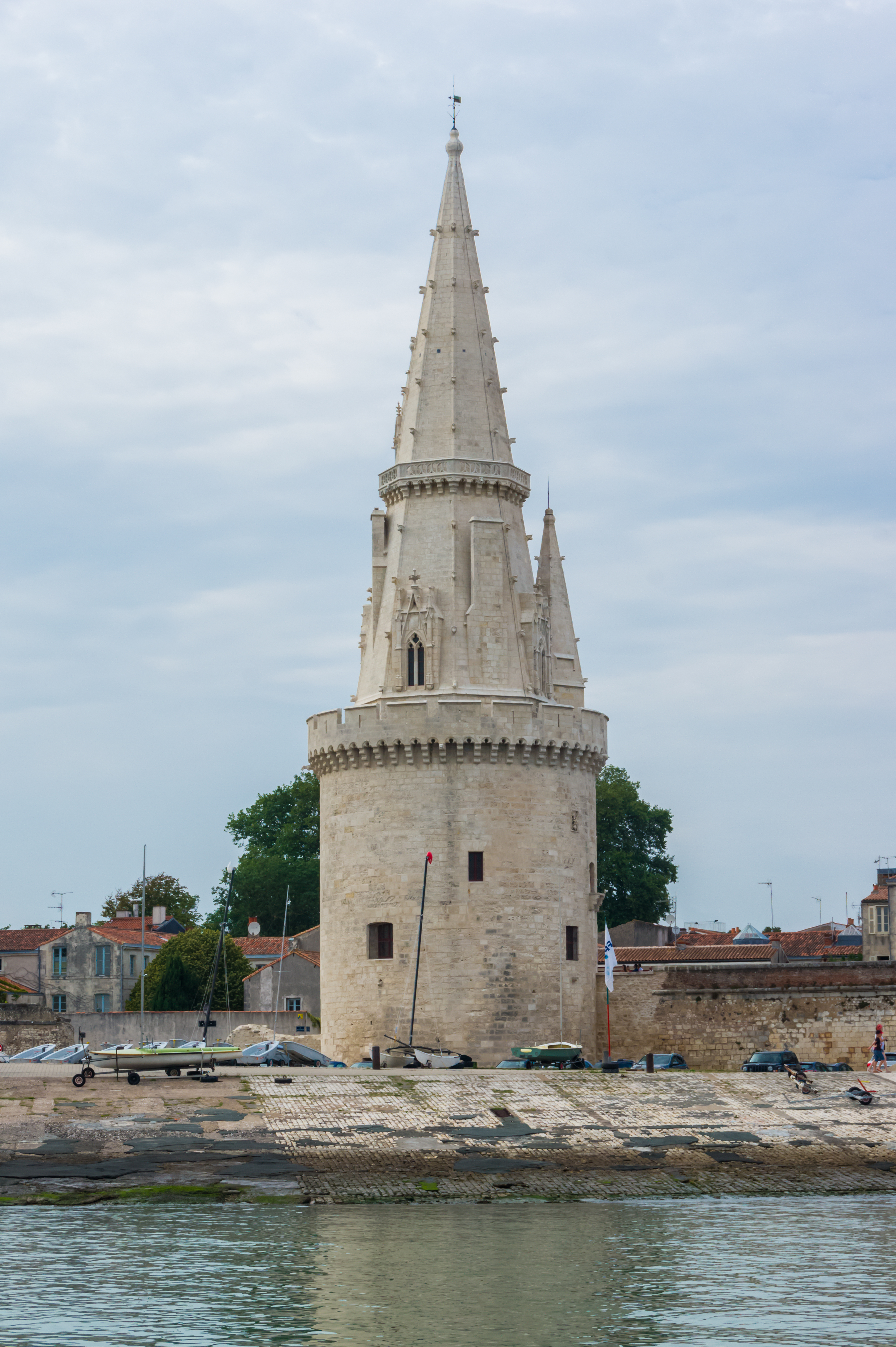
La tour de la Lanterne.

La tour de la Lanterne est la plus grande des trois tours du front de mer de La Rochelle. Elle mesure 55 mètres de haut et est constituée de deux parties. Sa base est un cylindre haut de 25 mètres et de plus de 15 mètres de diamètre. Il est surplombé d’une flèche octogonale dont quatre des huit pans sont percés de fenêtres trilobées de style flamboyant. Chaque nervure est garnie de crochets.
Plusieurs salles superposées composent l’intérieur de la tour. On y trouve de nombreux graffitis gravés dans la pierre par des marins anglais, espagnols ou hollandais, emprisonnés dans la tour entre les XVIIIe et XIXe siècles.
Ouvrage de l’enceinte médiévale construit peut-être sur l’emplacement d’une ancienne tour. Commencé selon Claude Masse en 1445, il ne fut achevé que 23 ans plus tard (1468). À l’origine elle formait l’angle sud-ouest de l’enceinte médiévale et sa tourelle à lanterne servait de phare et d’amer. Elle se situait à cette époque au bord de l’eau.
Conservé lors du rasement des fortifications en 1629, il fut ensuite intégré dans la nouvelle enceinte de 1689. De 1900 à 1914, une restauration sur des projets de Juste Lisch, puis sous la direction d’Albert Ballu, lui redonne son aspect médiéval.
La tour servit souvent de prison et, en 1822, on y enferma 4 sergents du 42e régiment de ligne qui avaient comploté contre Louis XVIII. Ils furent jugés à Paris, condamnés à mort et guillotinés en place de Grève (aujourd’hui place de l'Hôtel-de-Ville). Ils sont passés dans l’Histoire sous le nom des « quatre sergents de La Rochelle » et la tour conserve leur souvenir. Il est très fréquent qu'elle soit appelée "Tour des 4 Sergents".

### Grosse Horloge

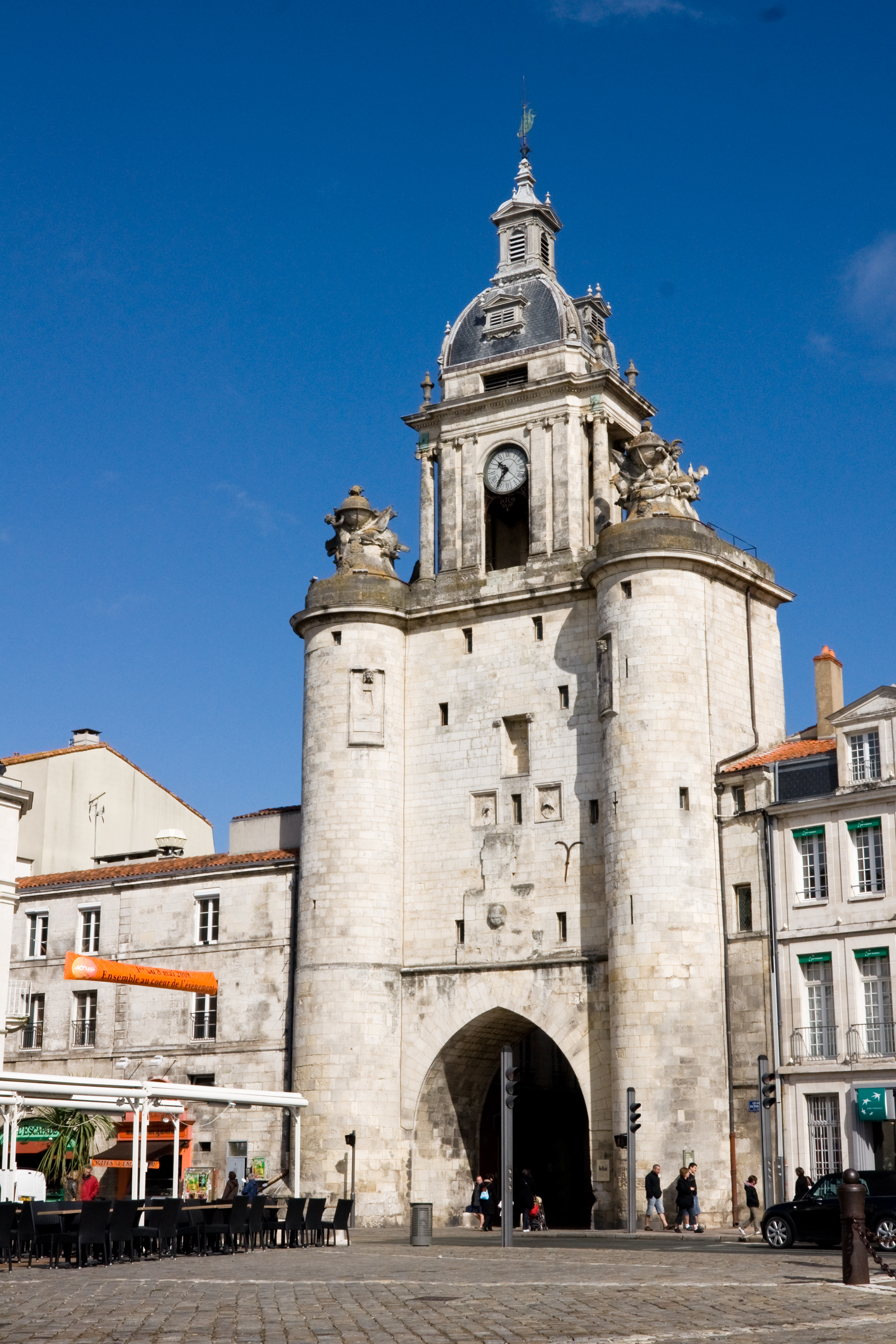
La tour de la Grosse Horloge.

La tour de l’horloge, nommée Grosse Horloge, était à l’origine une porte de la ville fortifiée, ouverte dans l’enceinte primitive. Au XIIIe siècle son nom était la porte du Parrot ou Perrot, car elle donnait accès au faubourg de ce nom. La porte était percée de deux baies, la plus large pour les chariots et la plus petite pour les piétons.
En 1478, elle est surmontée d’un clocher octogonal, coiffé d’un campanile abritant la cloche de l’horloge.
En 1672, on réunit les deux baies en une seule arcade afin de faciliter la circulation.
En 1746, la partie supérieure de l’édifice est démolie pour faire place à la construction actuelle en forme de cartel Louis XV flanqué d’attributs scientifiques et militaires.
Aujourd’hui, elle reste un des principaux points de passage entre les quais et la vieille ville.
La cloche de la Grosse Horloge sonne tous les jours à midi.

## Hôtel de Ville

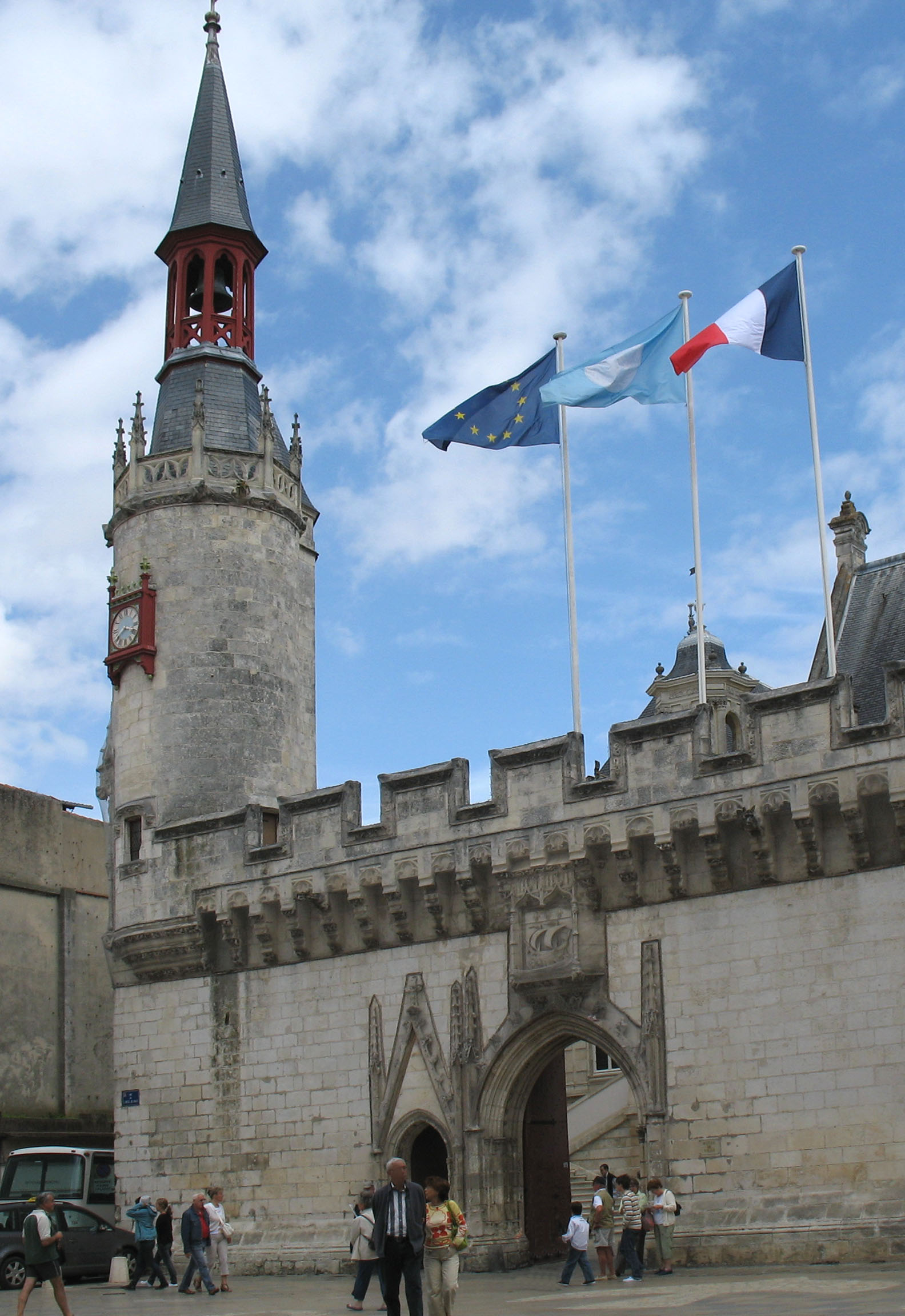
Façade de l’hôtel de Ville.

L’Hôtel de Ville de la Rochelle est composé d’un corps de logis de style renaissance protégé par un mur d’enceinte gothique flamboyant. L'enceinte est érigée à la fin du XVe siècle, et la cour intérieure, marquée par l’influence de la Renaissance et de l’Antiquité, date de fin du XVIe siècle - début du XVIIe siècle. Classé en 1861, l'édifice subit une restauration importante à la fin du XIXe siècle. On peut noter la reconstruction de l'escalier d'honneur, la création d'un beffroi en surélévation de la tour nord du mur d'enceinte ou la reconstruction complète du pavillon Sud pour permettre un meilleur fonctionnement des services de la mairie. Cet hôtel de ville reste l'un des plus beaux exemples de l'architecture de la renaissance et l'un des témoignages de la prospérité de la Ville du temps de ses privilèges. 
En juin 2013, le monument est victime d'un incendie désastreux qui détruit une partie de la charpente, endommage gravement la grande salle et la grande galerie. Les travaux de réparation ont commencé mi 2016.

## Fortifications de La Rochelle

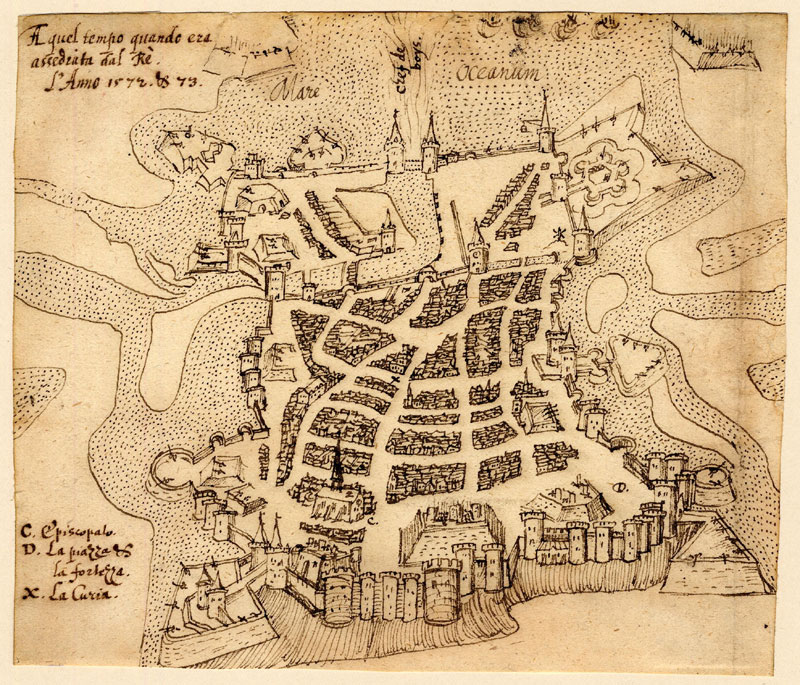
Enceinte de 1573.
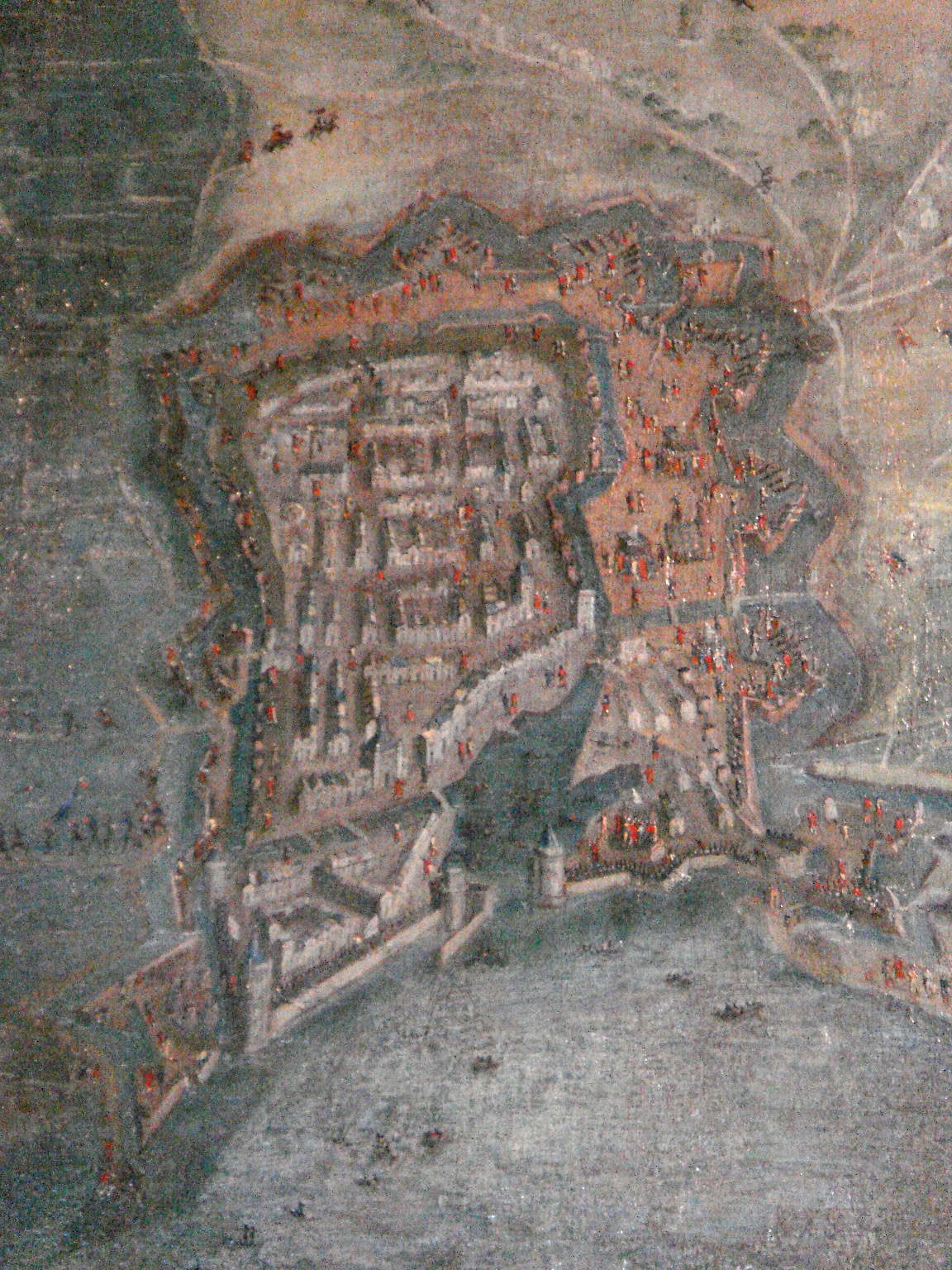
Enceinte de 1628.

### La Porte de Cougnes

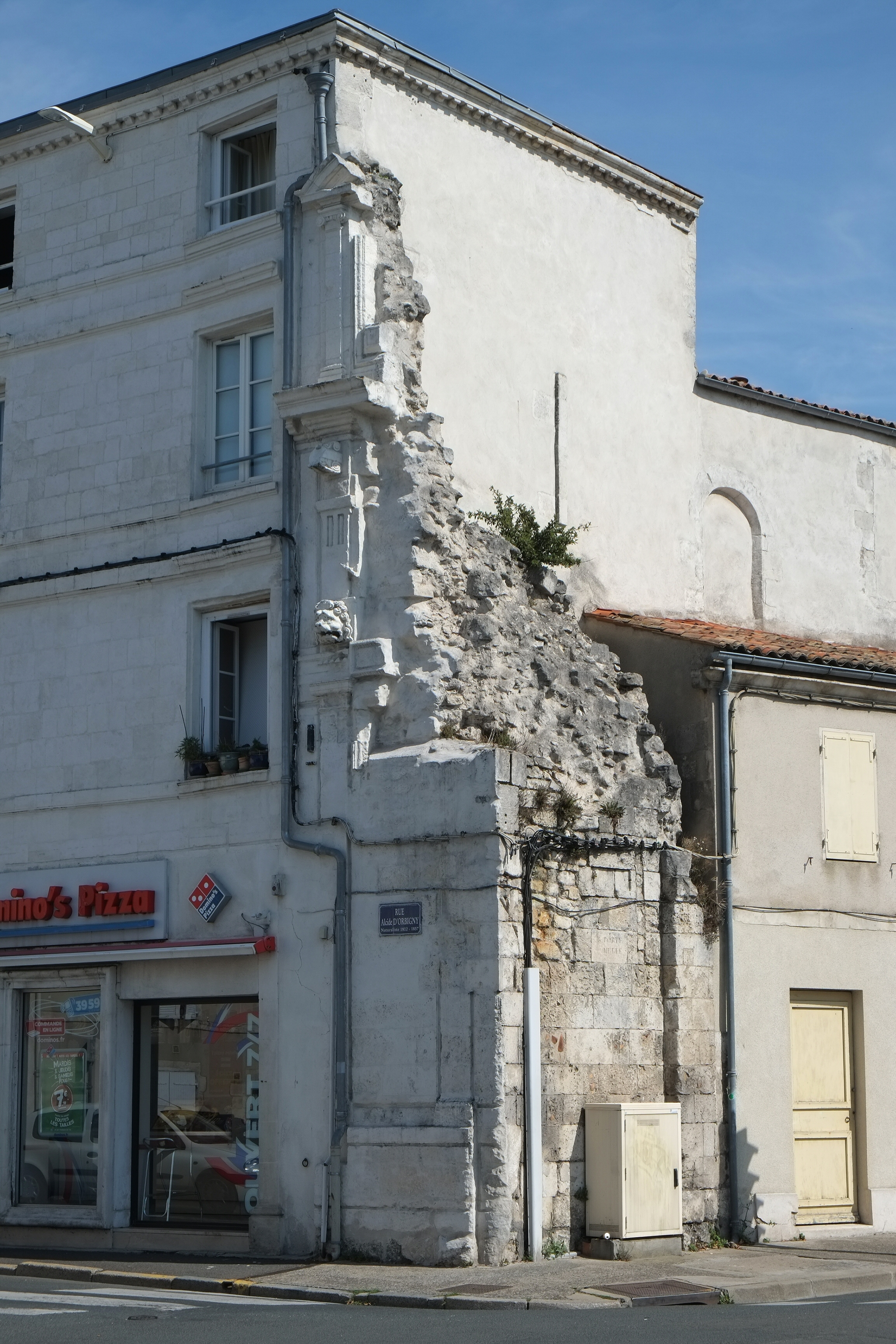
Vestiges de la seconde porte de Cougnes de l'enceinte dite « protestante » réalisée en 1613.

La première porte de Cougnes se situait à l’angle nord-est de l’enceinte médiévale. Elle fut construite en 1412 à l’emplacement où, dès le XIIe siècle, se situait l’entrée principale de la ville. C'est par cette entrée que les souverains et les princes pénétraient dans la ville. Chaque entrée faisait l'objet d'une cérémonie solennelle. Elles étaient composées de deux grosses tours rondes. En 1558, l'ingénieur italien Scipion Vergano construit un ouvrage avancé. En 1576, la porte est réparée. Englobée dans les nouvelles fortifications autorisé par Henri IV, Louix XIII sera le dernier souverain à passer la porte lors de la reddition de la ville en 1628. En 1741, elle est détruite sauf le soubassement de l’une des tours sur lequel a été bâti le clocher de l'église Notre-Dame-de-Cougnes et dans lequel est aménagé un passage piéton.
Une seconde porte de Cougnes a été édifiée en 1614 dans le cadre de la construction de la nouvelle enceinte autorisée par Henri IV. Cette porte, axé vers le nord, se situait au croisement de l'avenue des Cordeliers et de la rue Alcide d'Orbigny. Selon Claude Masse, « un des plus beaux édifices qui fut à la Rochelle ». Elle fut démolie en 1689 pour fournir des matériaux à la dernière enceinte. Il n'en demeure que quelques éléments de décor en arrachement sur la maison voisine, à l'origine corps de garde,.

### La Porte Maubec

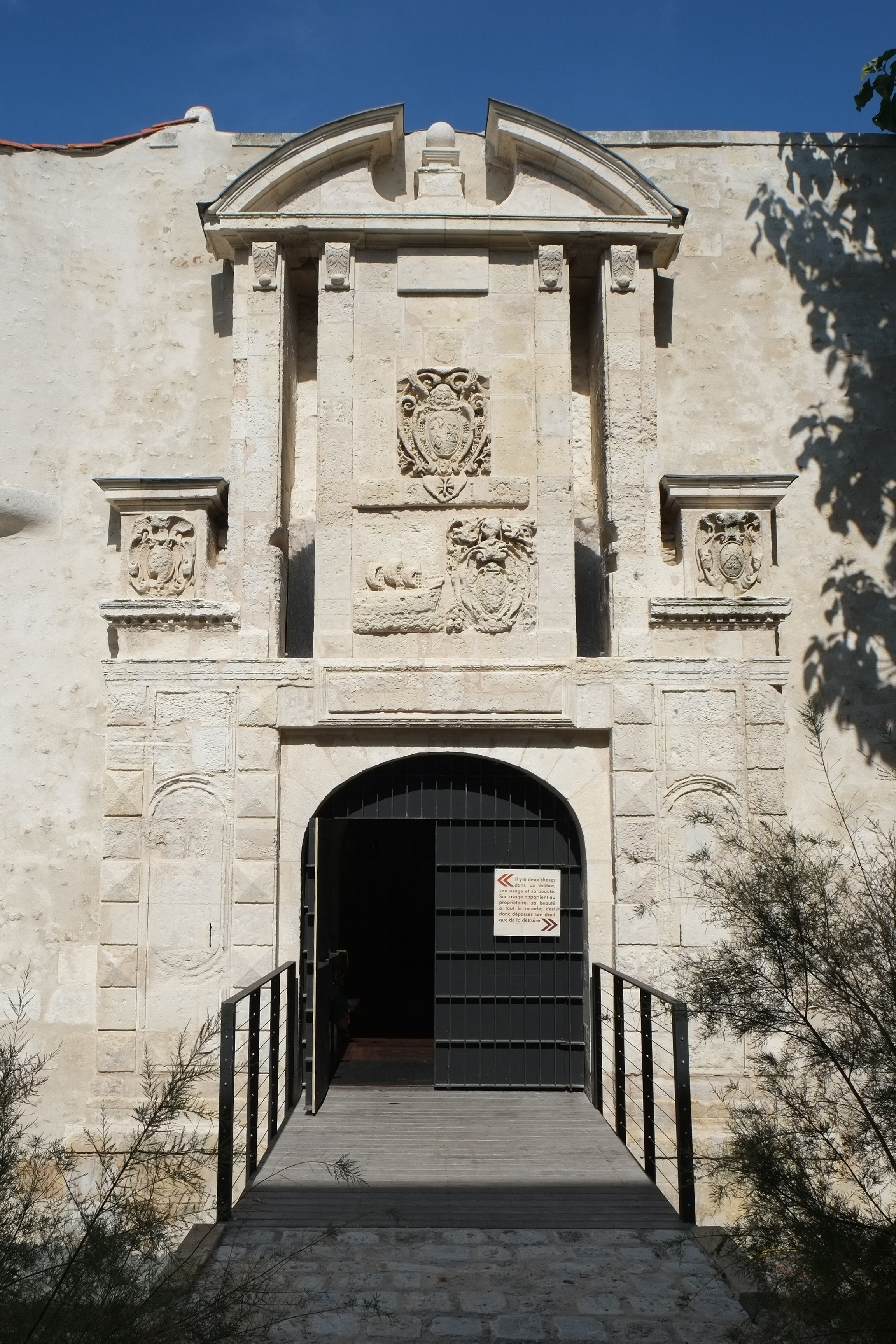
Porte Maubec côté extérieur.

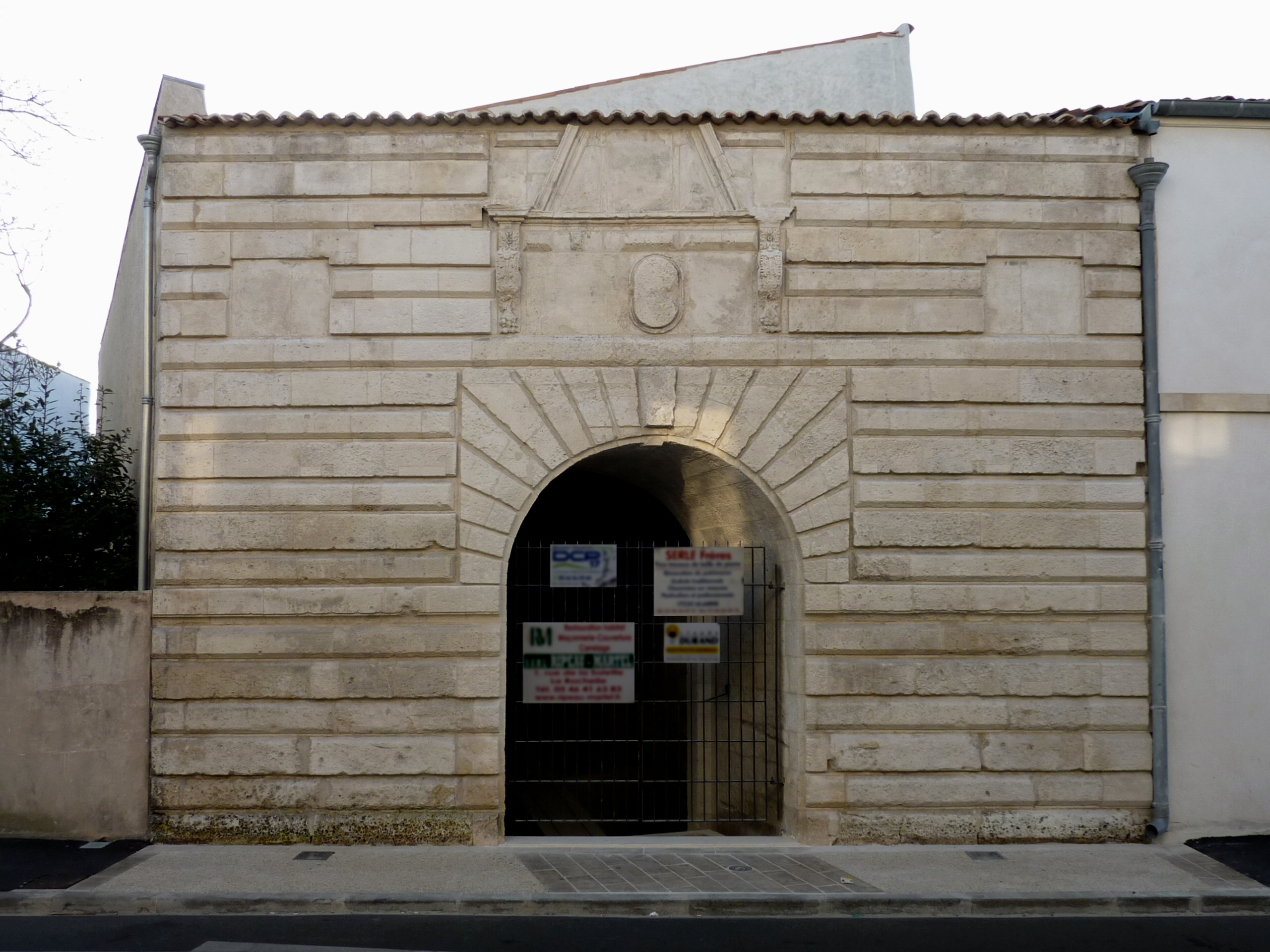
Porte Maubec côté intérieur rue Saint-Louis.

L'ancienne porte Maubec était adossée à l'église Saint-Sauveur et donnait accès au canal. Elle correspondait aux fortifications de la première enceinte. 
La nouvelle porte Maubec correspond à la période de la construction de l'enceinte (dite "Protestante"), autorisée par Henri IV pour englober la "prée Maubec" (entre 1590 et 1610). Elle fut percée en 1611. Elle survit aux destructions suivant le siège de 1627-1628 et à l'édification d'une nouvelle enceinte à partir de 1689. Au cours du XVIIIe siècle, elle est utilisée à des fins privées, avant de servir d'entrepôt pour un magasin d'eau de vie, puis pour l'hôpital Saint-Louis au XIXe siècle. La Porte Maubec a été récemment entièrement rénovée pour en faire un espace culturel, lieu d'exposition ou d'événement lié aux arts,,.

### La Porte des deux Moulins

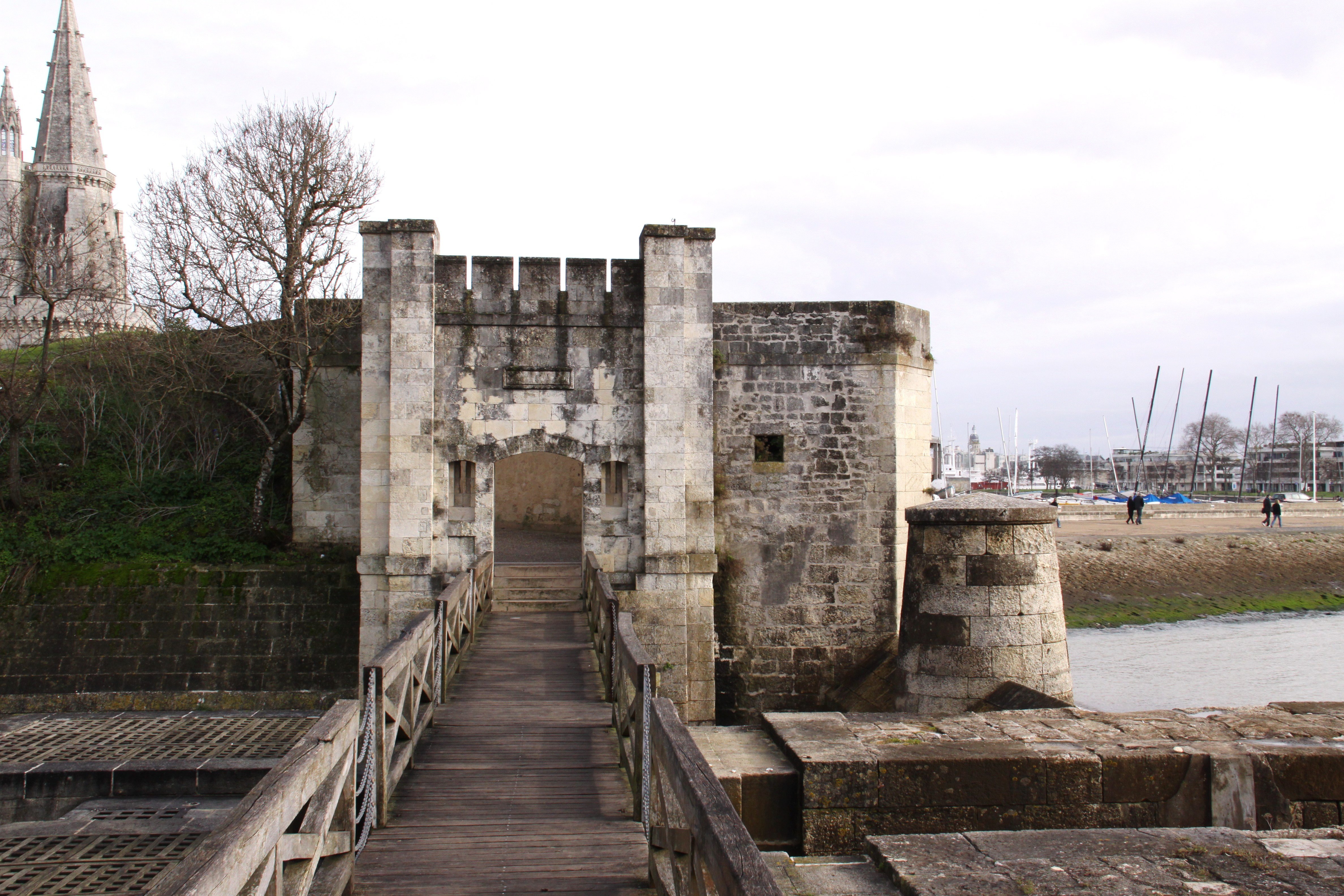
Porte des Deux Moulins.

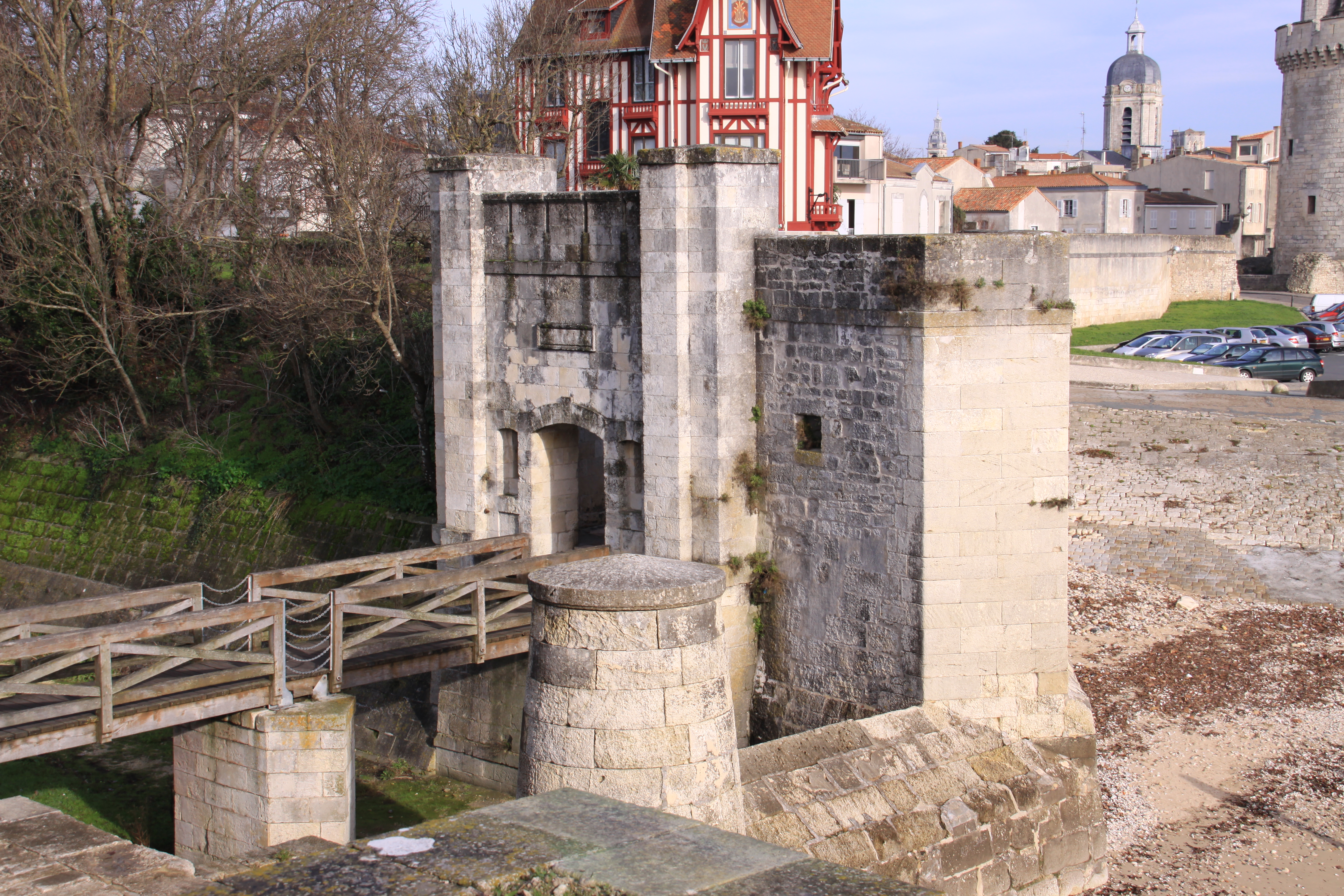
Porte des Deux Moulins.

La porte des Deux-Moulins est un ouvrage d'entrée (une redoute) dans l'enceinte médiévale. Deux moulins à marée avaient été élevés à proximité (d'où le nom de la porte). La porte actuelle date du début du XVIIIe siècle. La première avait été construite vers 1200,.

### La Porte Royale

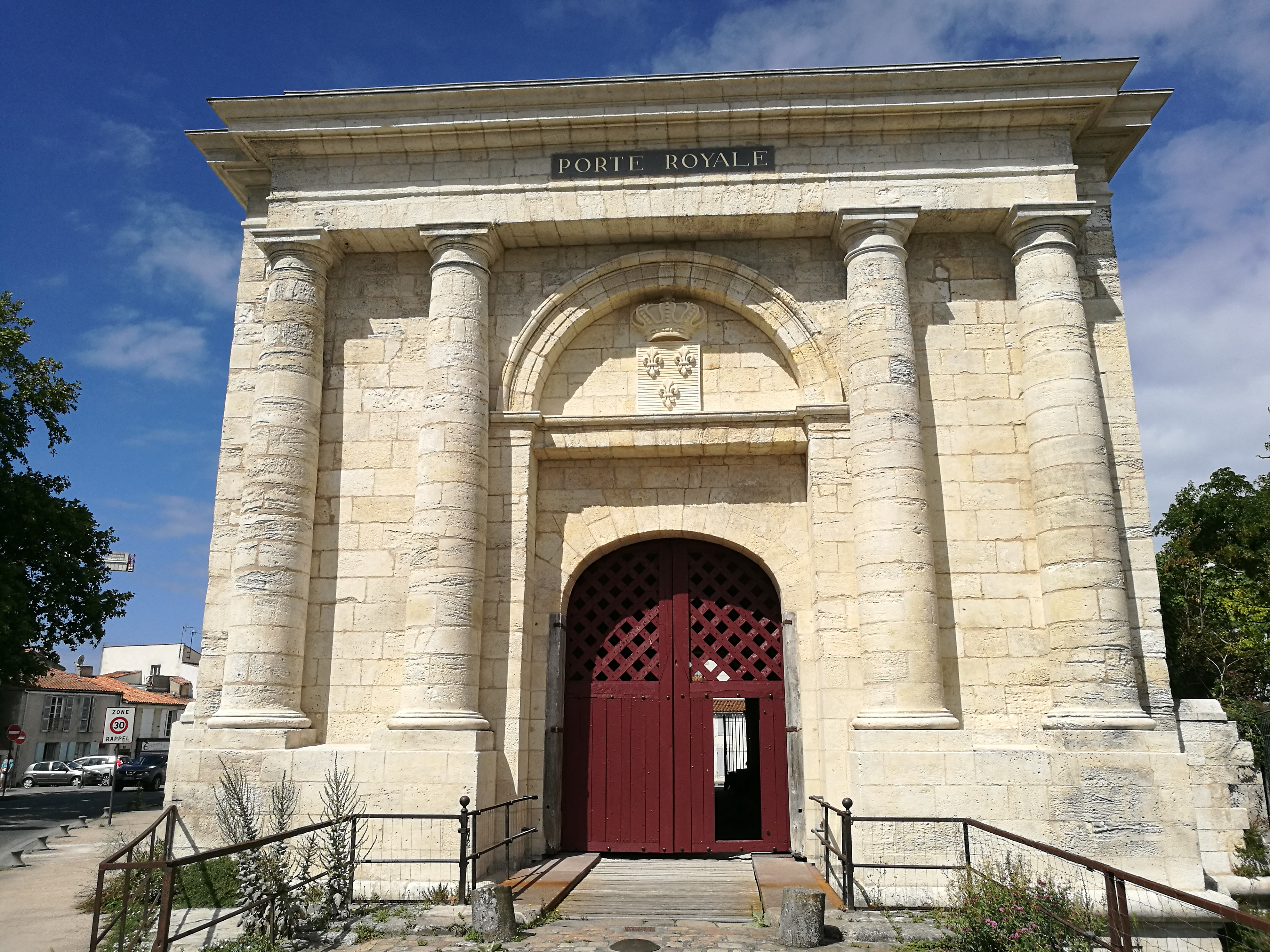
Porte Royale.

La Porte Royale,,, était l'ouverture nord-est des fortifications de François Ferry. Elle ouvrait la route vers Niort et Limoges. Construite entre 1706 et 1723, la porte, de style toscan, est basée sur un projet de Pierre Bullet de 1706. 
La porte devait initialement comporter au-dessus des voûtes un logement pour l'état major mais après plusieurs arrêts et reprises dans sa construction, le lieutenant-général du royaume fit stoppé les travaux, ne donnant à la façade intérieure que des colonnes à mi-hauteur. La porte principale présente aujourd'hui une façade, côté extérieur, sobre et massive, éloignée du projet initial et ne possédant pas le décor du projet présenté par M. de Tigné en 1723.
Le dispositif défensif comporte en avant de la porte principale une demi-lune. Le décor de la porte de la demi-lune se compose de 4 colonnes toscanes, d'un entablement et d'un fronton triangulaire. Le fronton est décoré d'un soleil entouré de cornes d'abondance. 
Après le déclassement de la Rochelle en tant que place forte, la porte a perdu sa vocation initiale et est tombée dans l'oubli.
Depuis 2012, la porte fait l'objet d'un projet de restauration de grande ampleur,,. Ce chantier, confié grâce à un bail emphytéotique par la ville de La Rochelle à une association, Les Amis de la Porte Royale, s'étale de 2013 jusqu'en 2022. Les activités de la Porte Royale sont divisées en deux temps : l'hiver est consacré à la restauration tandis que l'été, la Porte Royale s'ouvre au public au travers des manifestations culturelles diverses, de juin à octobre. 

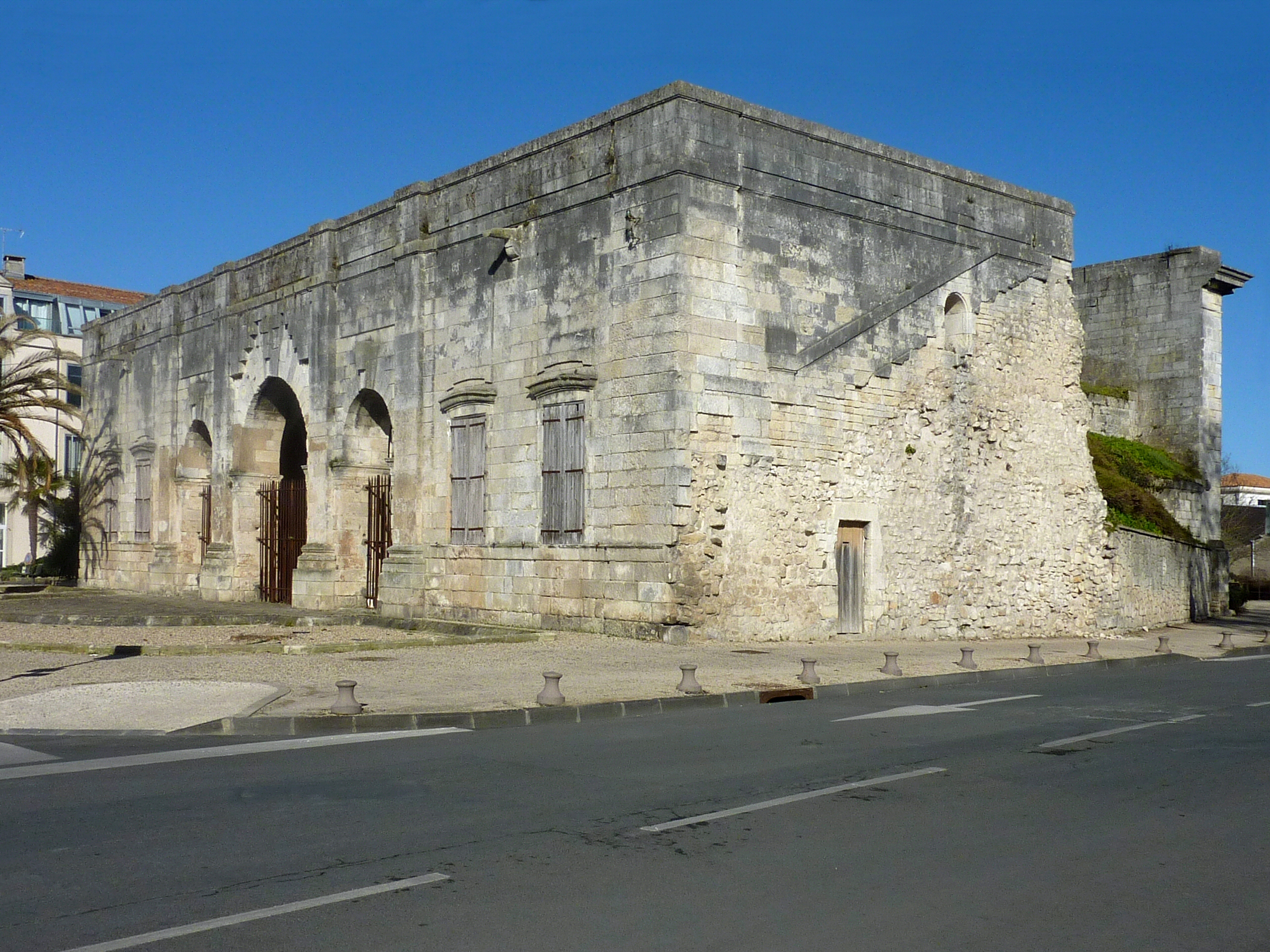
Porte Royale (côté intérieur).
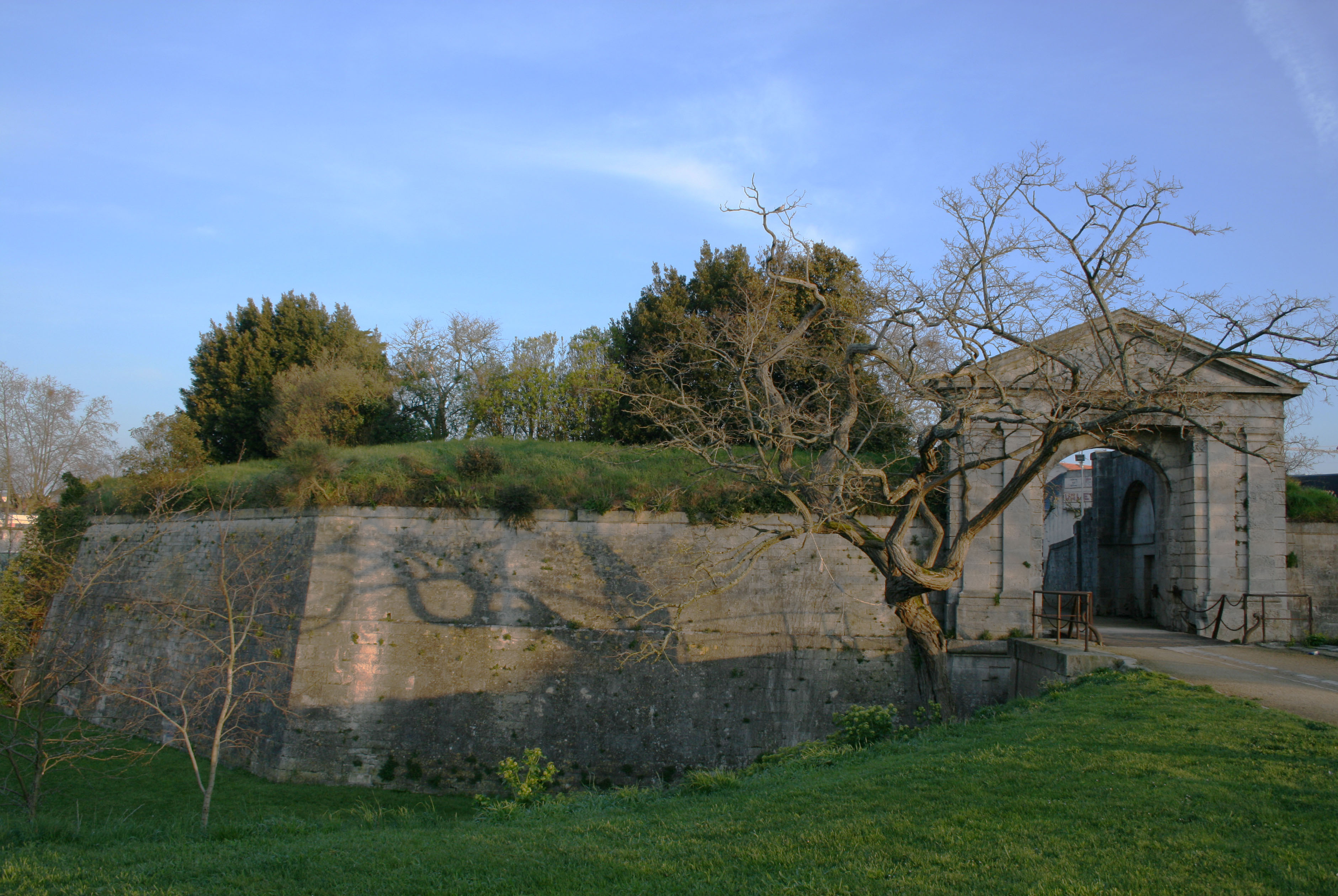
Avant-Porte Royale (côté extérieur).
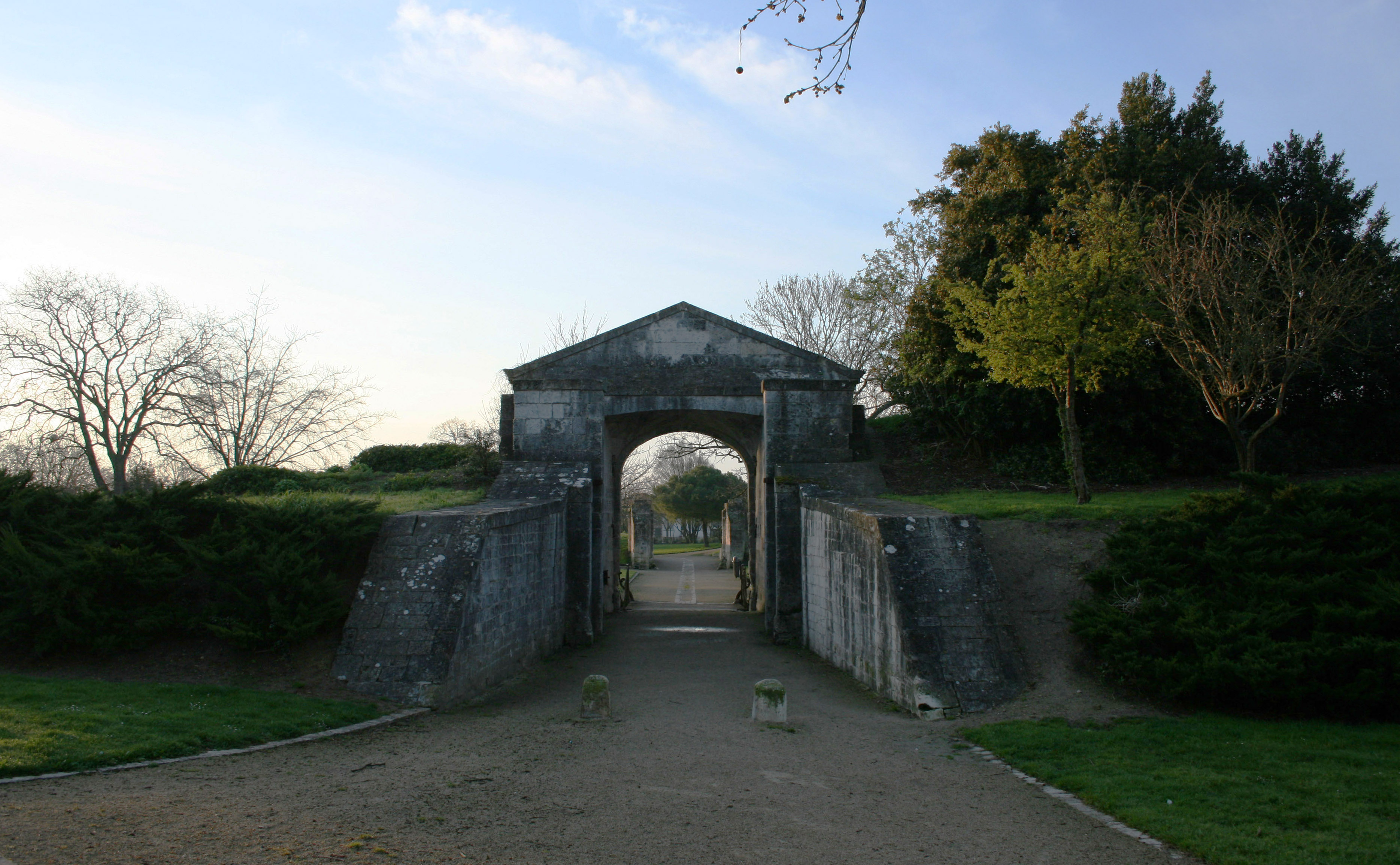
Avant-Porte Royale (côté intérieur).
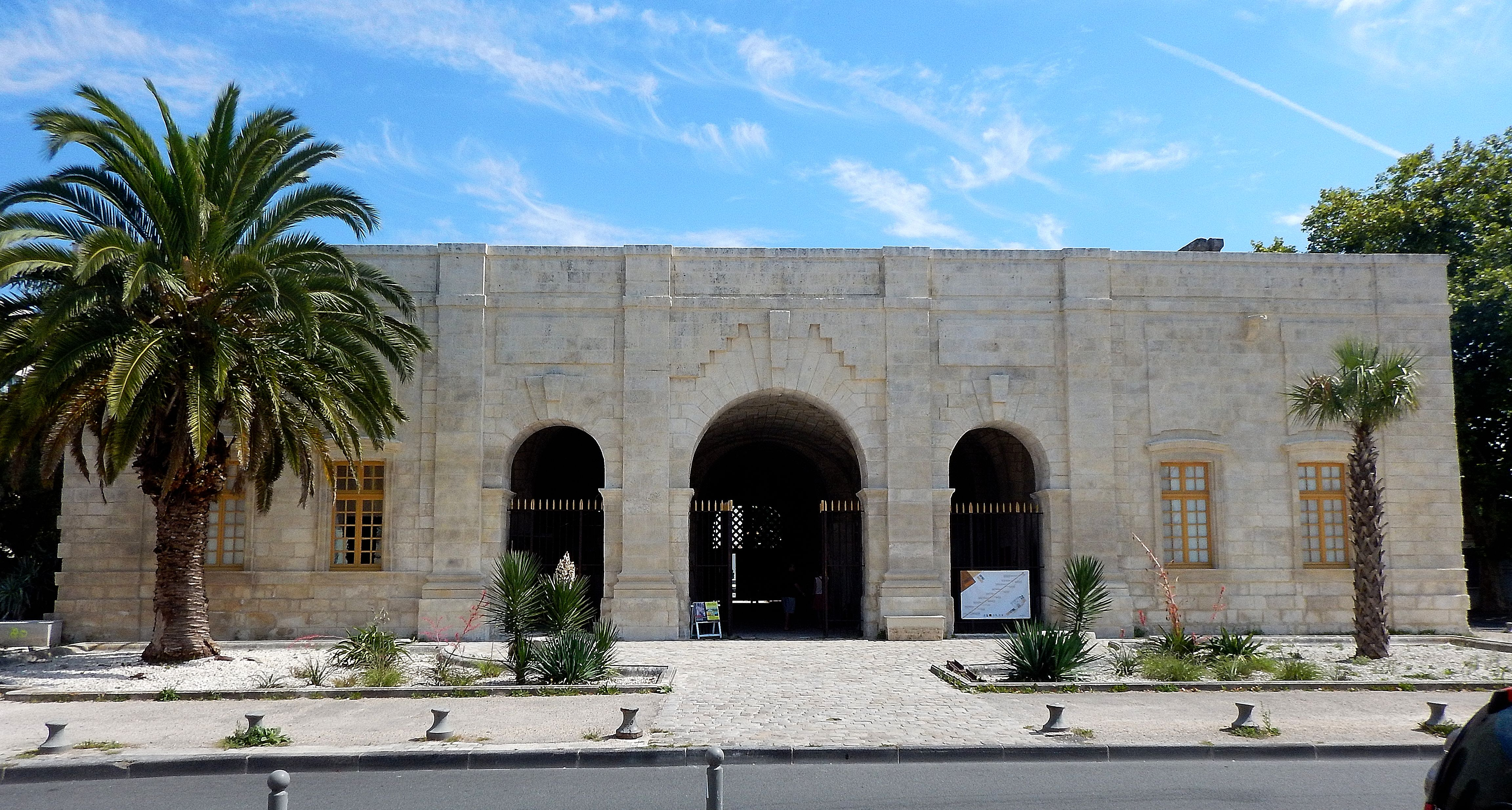
Façade de la Porte Royale de La Rochelle, restaurée par l'association Les Amis de la Porte Royale

### La Porte Dauphine

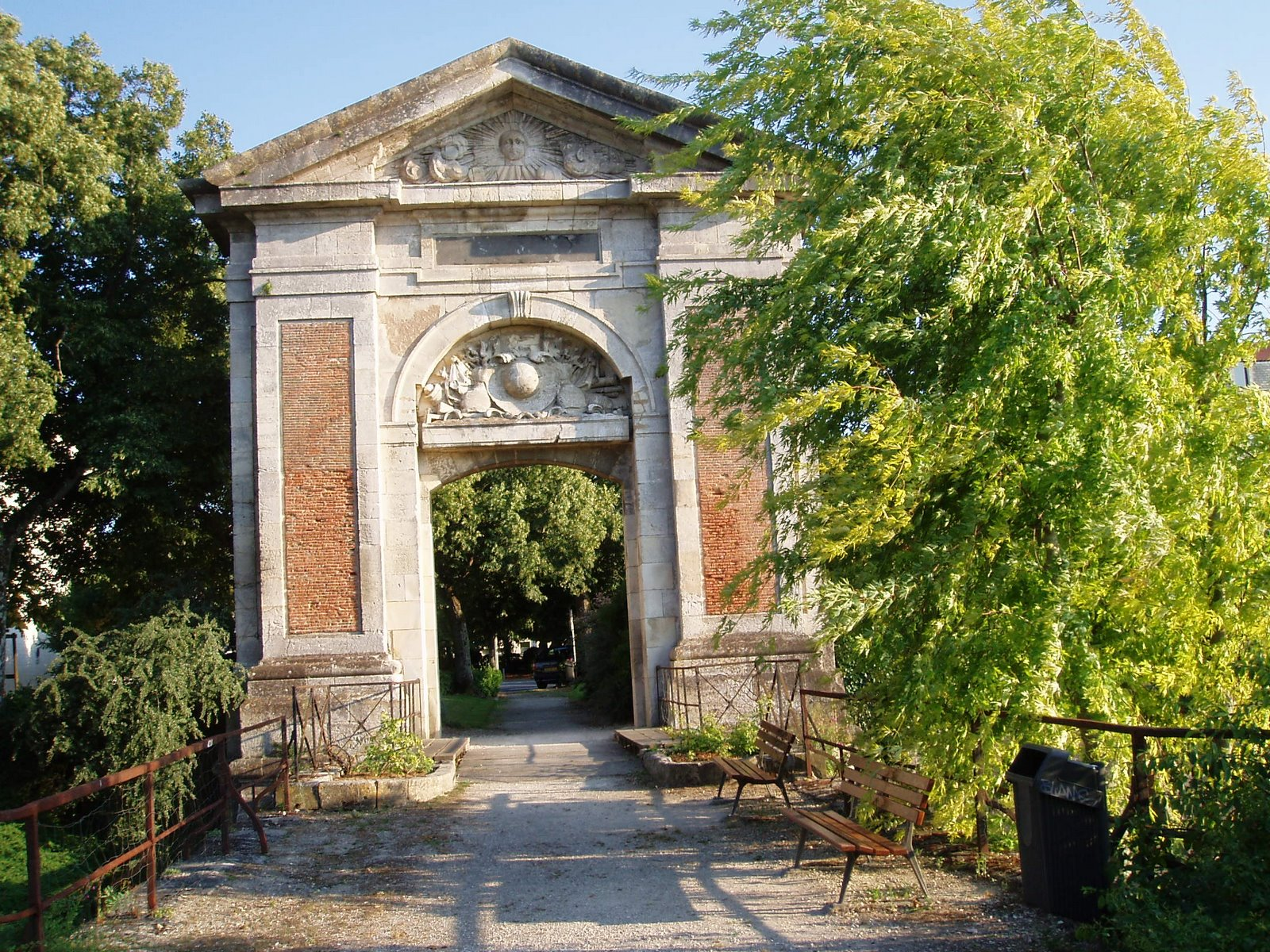
Porte Dauphine.

La Porte Dauphine fut construite entre 1694 et 1697 par François Ferry. Elle est surmontée d'un fronton triangulaire, lequel est orné d'un soleil rayonnant, et comporte une inscription, à la gloire de Louis XIV. Le Corps de garde qui entourait la porte a été détruit lors du percement de l'avenue de la porte Dauphine, après la Première Guerre mondiale,. Elle est classée au titre des monuments historiques en 1909 et 1924.

### La Porte Saint-Nicolas

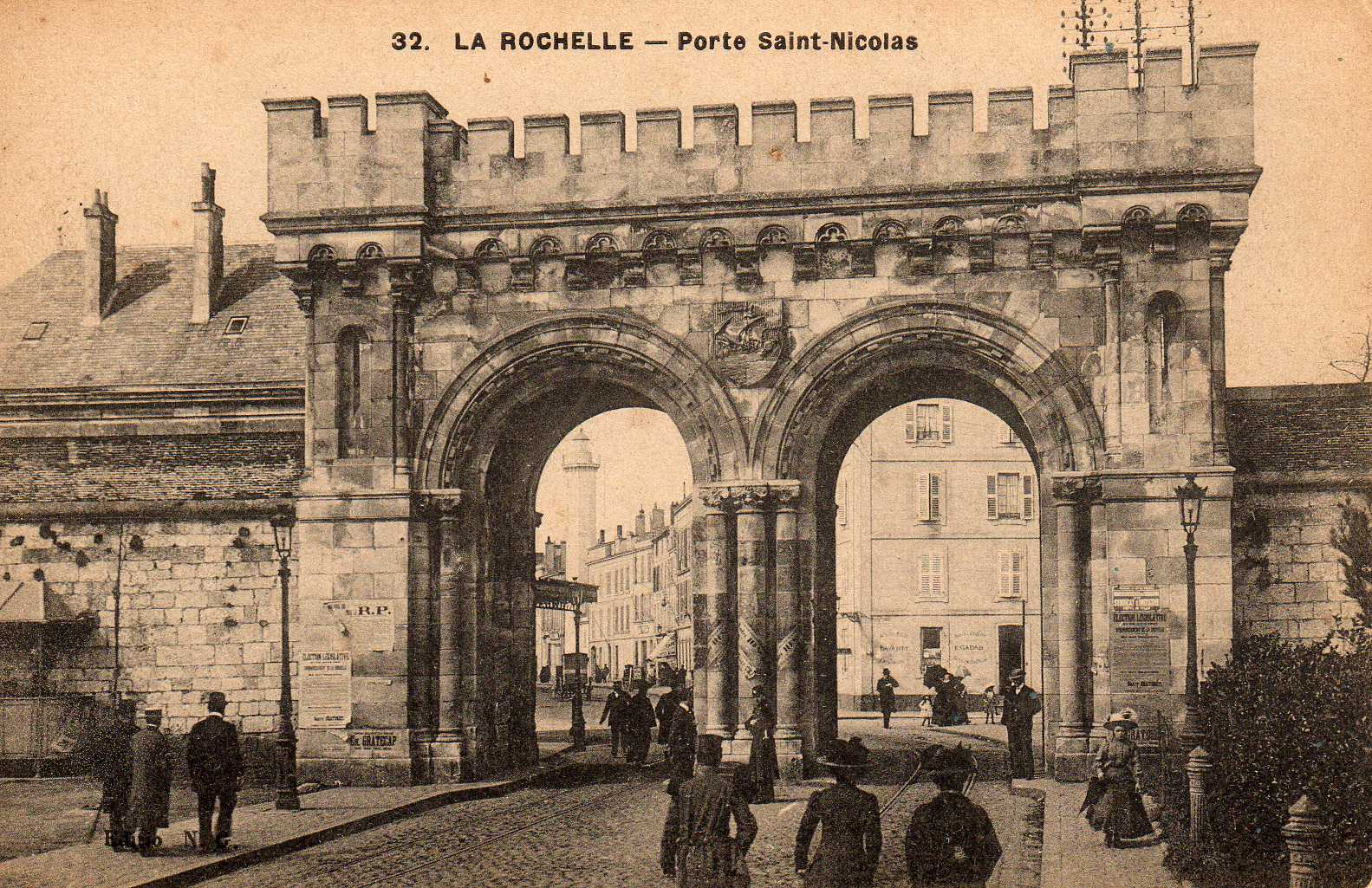
Porte Napoléon, également appelée Porte de la gare, ou Porte Saint-Nicolas, ouverte en 1863 et détruite en 1921

Plusieurs ouvrages d’époques diverses et dont la localisation n’est pas toujours la même sont désignés sous le nom de Porte Saint-Nicolas ou sous des noms proches :
Le faubourg Saint-Nicolas est fortifié au début du XIIIe siècle et de cette époque date la première Porte Saint-Nicolas située contre l’église du même nom, citée dans une charte d’Alphonse de Poitiers en 1269.
Vers 1505 est construit un ouvrage avancé pour protéger la porte, puis un ouvrage à cornes en 1588 .
Après le siège de 1628, une partie des fortifications fut rasée et des fossés comblés.
Entre 1690 et 1694, un nouveau bastion et un important ouvrage à cornes sont construits en avant de la porte. Pour passer de l’un à l’autre un pont-levis avec de fortes piles fut bâti sous Louis XVI. Ce pont-levis encadré de piles est parfois nommé Porte du bastion Saint-Nicolas sur des cartes postales anciennes.
Au milieu du XIXe siècle, la route impériale 137 (route de Rochefort) « entre à La Rochelle par deux portes successives distantes de 22 mètres, dites de Saint-Nicolas et précédées d’un pont-levis. Cette voie étroite et sinueuse à travers les ouvrages avancés, devient insuffisante avec l’arrivée du chemin de fer et l’ouverture du bassin à flot extérieur ».
Pour faciliter la circulation, le projet de percement d’une nouvelle porte dans le prolongement du quai du bassin est proposé en 1855. Le projet de détail est remis le 28 avril 1857, et une nouvelle entrée monumentale est livrée à la circulation en 1863.
Pour Nicolas Meynen, ce nouveau monument « fait référence à l’arc antique, aux églises romanes de la région […] et à une architecture médiévale (créneaux). Cette création prouve que les ingénieurs militaires, à la fin des années 1850, sont en total accord avec la tendance stylistique de l’architecture de Viollet-le-Duc ». Rémi Béraud évoque quant à lui « deux arcades pseudo-romanes de fort mauvais goût ». 
Cette nouvelle porte baptisée Porte Napoléon fut aussi appelée Porte de la gare, ou Porte Saint-Nicolas.
Le tramway mis en service en 1901 passait sous la Porte Napoléon : sous le nom de porte Saint-Nicolas, cette porte figure sur de nombreuses cartes postales du début du XXe siècle.
Toutes les fortifications de cette zone furent détruites lors des travaux de construction de la nouvelle gare de la Rochelle. Concernant plus précisément la porte Napoléon dite Saint-Nicolas, elle fut détruite en 1921.

## Édifice religieux

### Cathédrale Saint-Louis

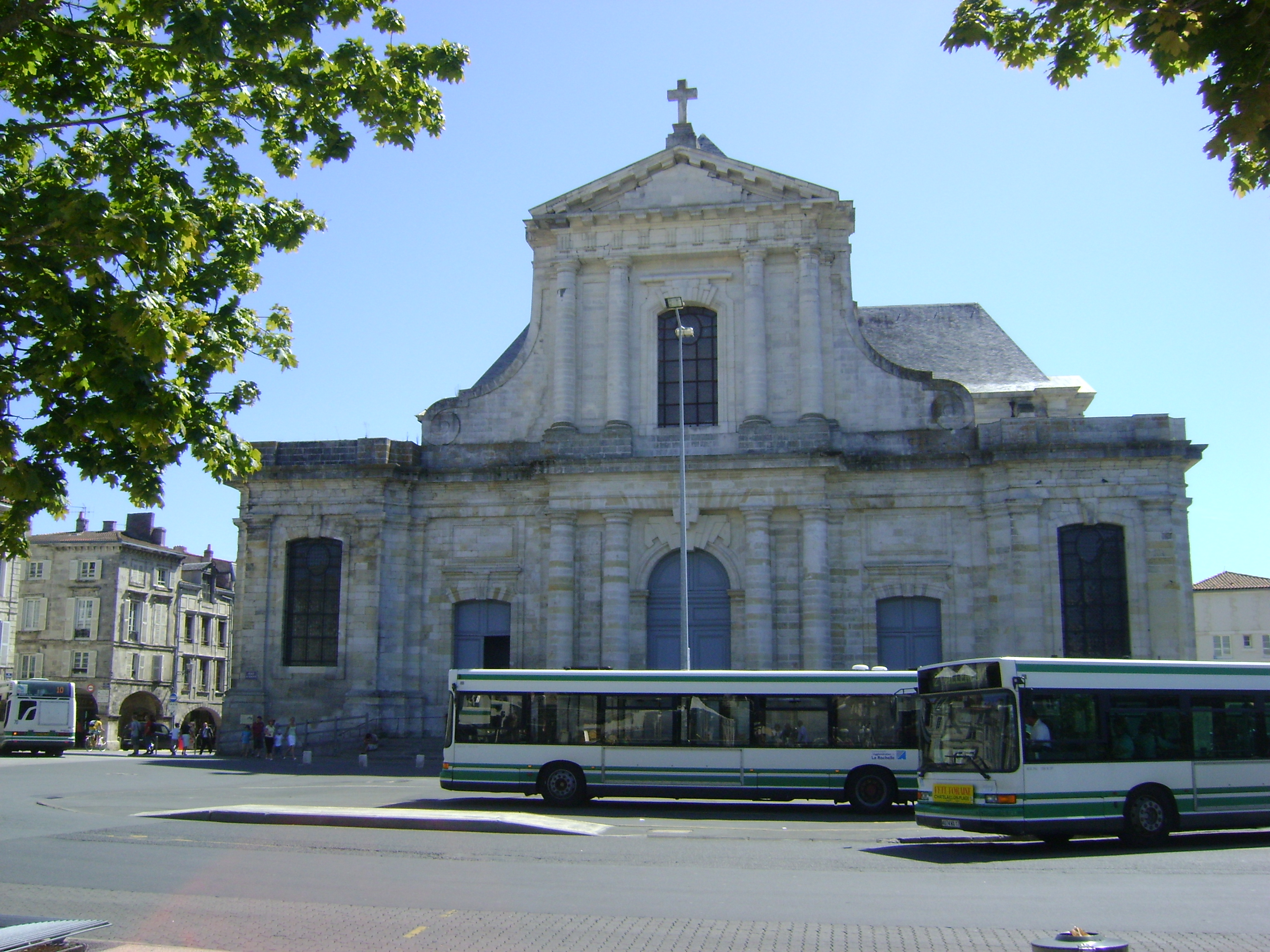
Cathédrale Saint-Louis.

Construite à partir de 1742 sur une initiative du cardinal de Fleury et de l’évêque Menou de Charnizay, elle demeura inachevée, faute de moyens financiers, mais est tout de même ouverte au culte en 1784. Elle n’est achevée que sous le Second Empire, les deux clochers initialement prévus n’ont jamais été construits.
La cathédrale présente une façade très dépouillée, ornée de deux ordres de colonnes toscanes et doriques, surmontée d’un fronton triangulaire flanqué d’ailerons. L’intérieur du bâtiment ne déroge pas à cette rigueur architecturale.
Le clocher Saint-Barthélemy est de style gothique et accolé au chevet de la cathédrale. Alors plus haut point de la ville, il est utilisé comme tour à canons contre les armées de Louis XIII pendant le Siège de La Rochelle (1627-1628).

### Église Saint-Sauveur

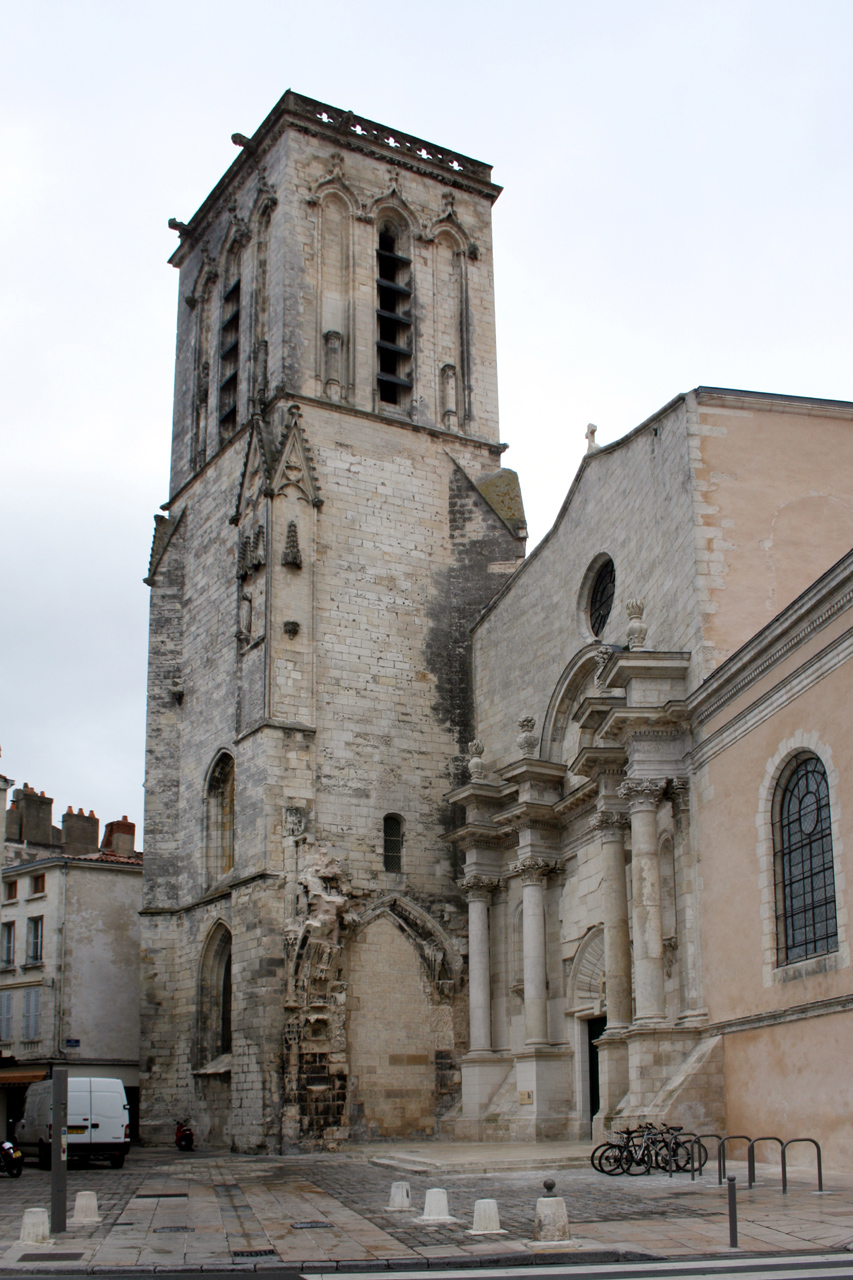
Église Saint-Sauveur.

L'église Saint-Sauveur est construite au XIIe siècle par les moines de l'île d'Aix. En 1419, elle est ravagée par un incendie, puis reconstruite. En 1568, l'église Saint-Sauveur est détruite par les protestants rochelais. La troisième église est commencée en 1639. Dévasté par l'incendie de 1705, l'édifice est partiellement détruit. L'église actuelle, la quatrième, est terminée en 1718. Seuls le clocher et une rosace de style gothique flamboyant datent de l'église du XVe siècle. Le portail daterait de 1680. Les voûtes de pierre menaçant de s’effondrer à la fin du XXe siècle, l'église est fermée pour restauration. Cette restauration débute par le renforcement des arcs-doubleaux des bas-côtés et la consolidation des arcs-boutants. Vint ensuite la reconstruction des voûtes, puis elle s'étendit peu à peu à l'ensemble de l'église. Après 14 ans de fermeture, l'église rouvrit en décembre 2008. L'église accueille quelques concerts pendant la période estivale,.

### Clocher de l'église Saint-Jean

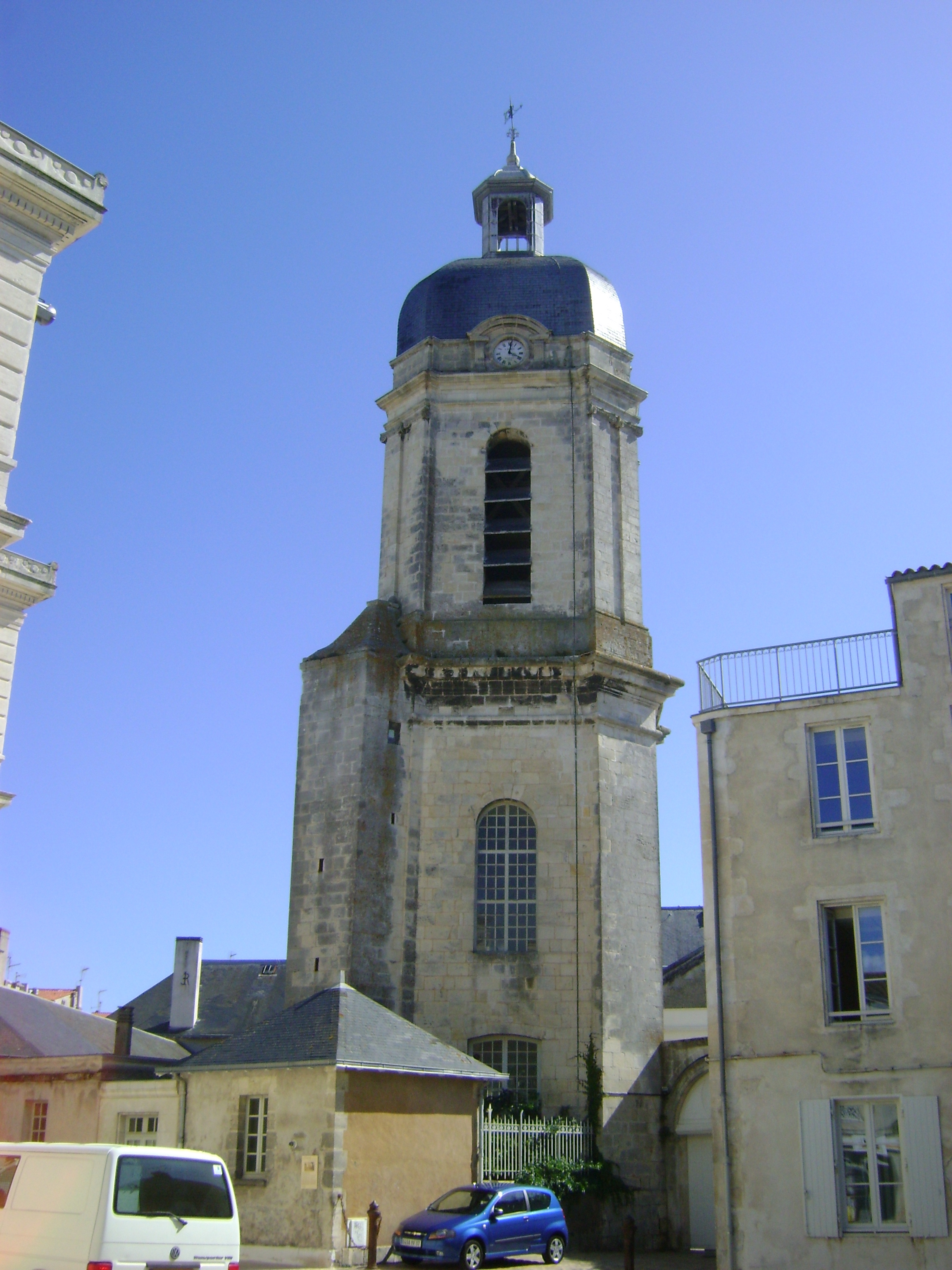
Clocher de l'église Saint-Jean.

L'église Saint-Jean était une des cinq églises de La Rochelle. Sur le terrain du Perrot, donné aux Hospitaliers de Saint-Jean-de-Jérusalem par Aliénor d'Aquitaine, fut construite, au XIVe siècle, une église dédiée à Saint-Jean-Baptiste qui fut détruite presque complètement en 1545 par l'explosion d'un magasin à poudre voisin et dont les matériaux furent remployés à la réparation des fortifications en 1568. Elle ne fut réédifiée qu'à partir de 1672, date à laquelle on éleva un clocher provisoire sur les bases de l'ancien, et terminée en 1699. L'architecte en aurait été Maisonneuve qui travaillait également à Saint-Sauveur. En 1754, le clocher est refait, peut-être par Gilles Nassivet, architecte de la maison de ville et qui dépendait de cette paroisse. Désaffectée en 1887 et menaçant ruine, l'église fut démolie à l'exception du clocher, restauré par l'architecte Corbineau. Véritable église des marins, elle abritait une collection d'Ex-voto aujourd'hui transférées dans une chapelle de la Cathédrale Saint-Louis,.

## Fontaine du Pilori

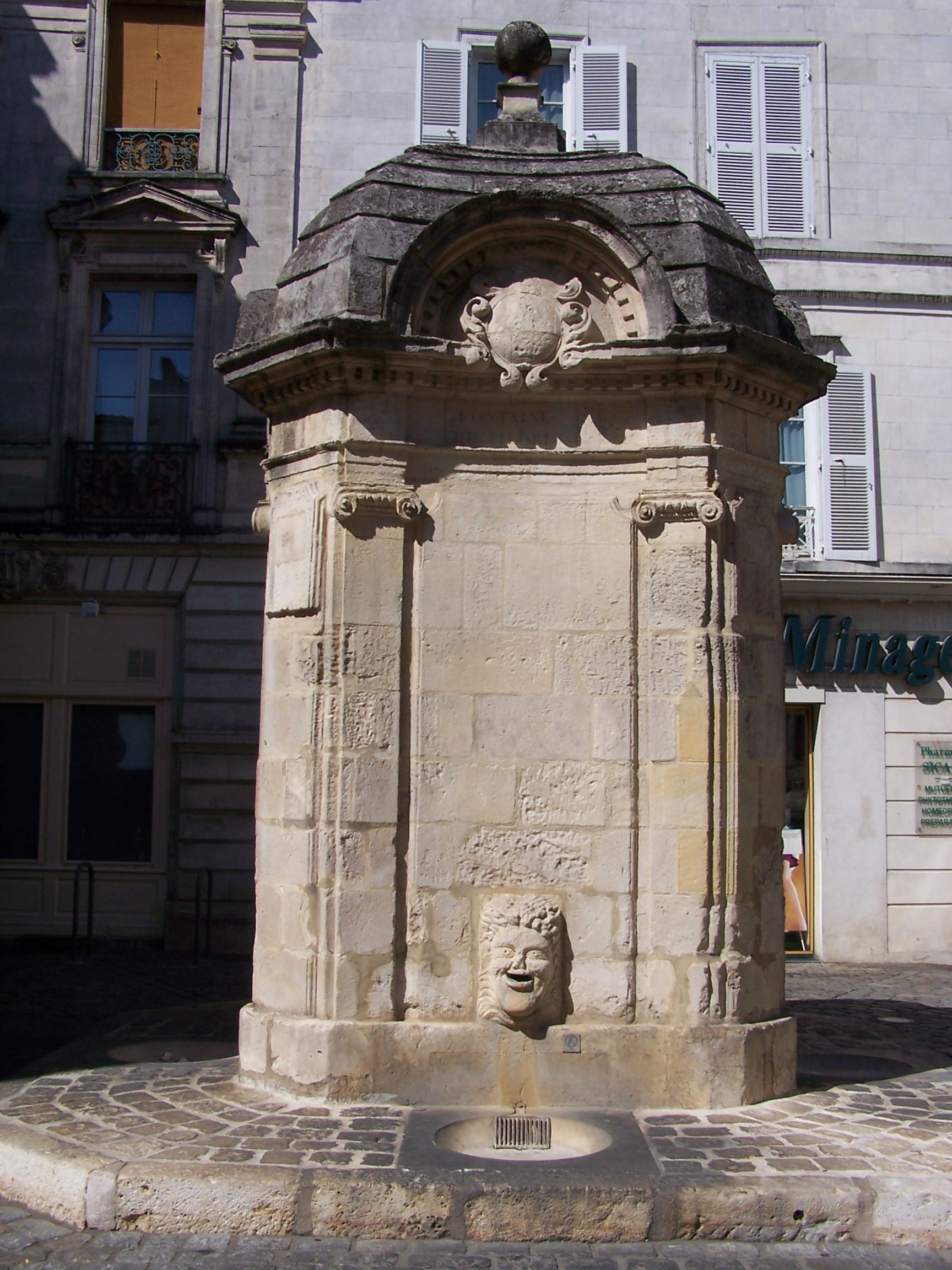
La fontaine du Pilori.

À l’origine, la fontaine s’appelait « Fontaine du Puits Lori » et était au fond d’une énorme excavation circulaire dans laquelle il fallait descendre par l’un des deux escaliers en forme de fer à cheval, d’accès difficile et dangereux, notamment en hiver.
En 1711 la fosse est comblée, et en 1722, la « Fontaine du Pilori », ramenée au niveau du sol, est de nouveau opérationnelle. Elle a été classée monument historique en 1925,.

## Maison Henri II

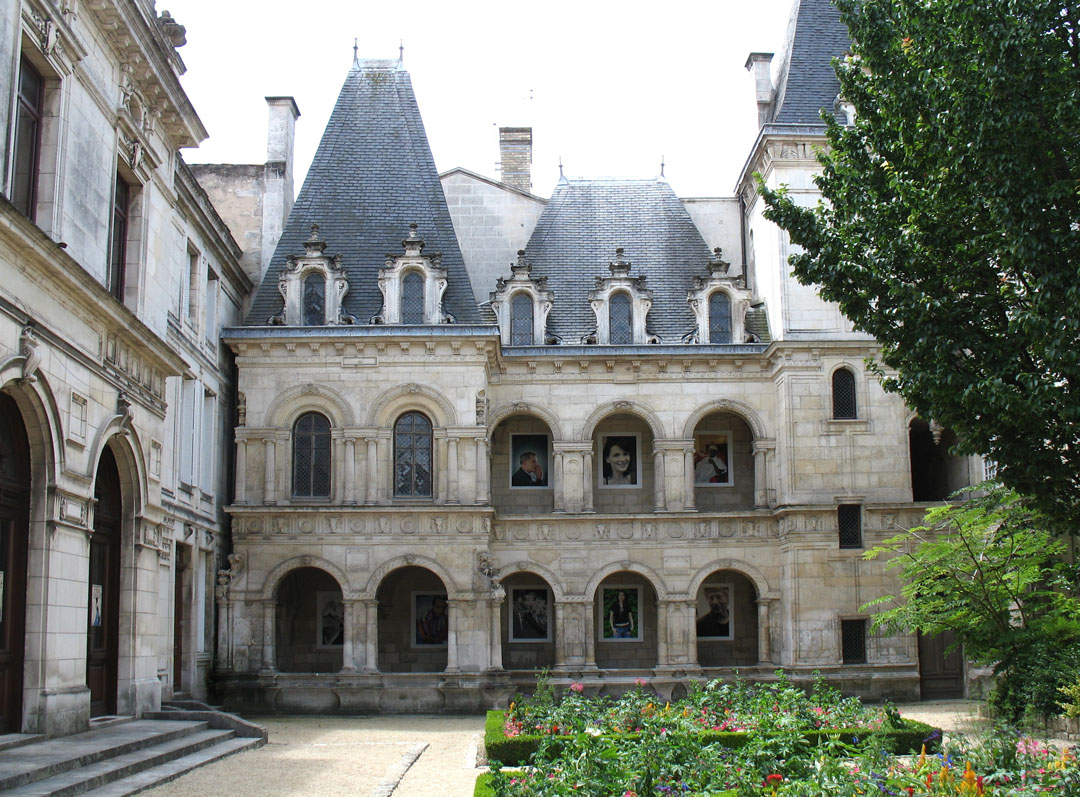
Maison Henri II.

Cette demeure est connue sous le nom de Maison Henri II ou de Diane de Poitiers, elle se situe rue des Augustins. Les noms qui lui ont été attribués se rapportent au style de l'édifice Henri II. Le bâtiment est construit vers 1555 par Hugues Pontard, procureur du Roi. L'édifice de style renaissance se compose de deux pavillons de hauteur différente, réunis par une galerie à deux étages. À la mort de son propriétaire, mort de la peste en 1565, sa demeure est transmise à son fils François. Le nouveau propriétaire est élevé à l'âge de 27 ans à la dignité de maire. Maire qui fit basculer la ville dans le camp du prince de Condé.
Au XVIIe siècle, la maison devient une auberge ayant pour enseigne « L'Etang ». Puis en 1695, le Bureau des Finances s'y installe. À noter que le Corps de ville y siégea jusqu'en 1748, date à laquelle le vieil échevinage lui fut rendu. 
Le 19 avril 1894, la ville acquiert la maison Henri II et le terrain attenant appartenant à la famille Véron. La ville construit sur le terrain acquis des locaux pour la Caisse d'épargne. La ville entreprend la restauration de l'édifice en juin 1901 sous la direction de monsieur Ballu, architecte en chef des Monuments historiques. Il fallut seulement une année pour la restaurer, jardin compris.  
À noter, qu'à gauche du portail d'entrée se trouvait une glacière,,.
Le bâtiment a abrité, à partir de 1975, les collections de la Société d'archéologie et d'histoire de l'Aunis.
Depuis 2013, à l’initiative du sociologue Jean Duvignaud, la Maison Henri II accueille Le Centre Intermondes, espace international de résidence artistique dédié à la création contemporaine sous toutes ses formes (plastiques, numériques, musicales, littéraires…). 

## Maison dite de Nicolas Venette

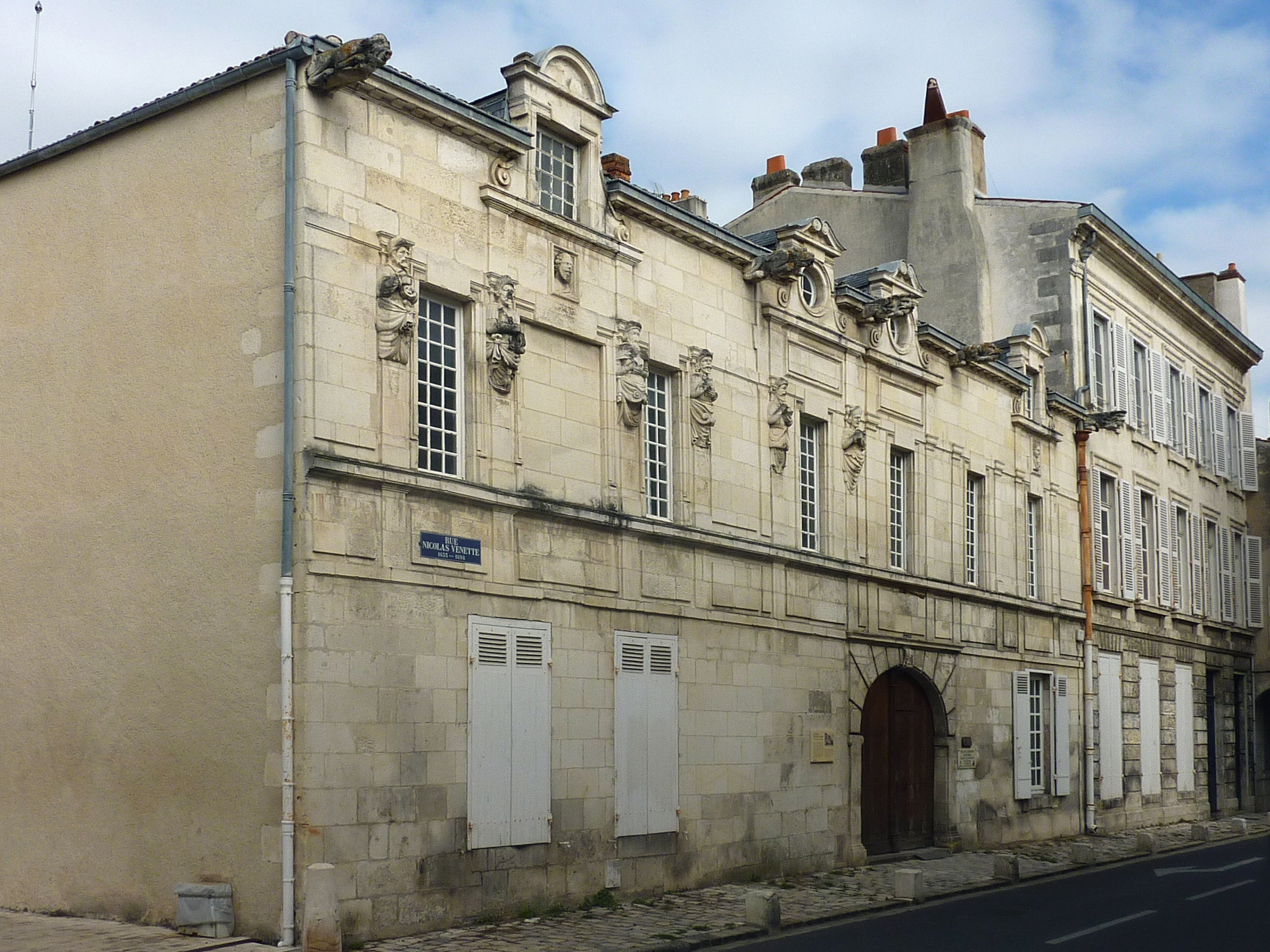
Maison dite de Nicolas Venette.

Situé à l'angle de la rue Nicolas Venette et de la rue de l'Abreuvoir, ce bâtiment du XVIIe siècle présente une façade ornée de cinq gargouilles et de six bustes de médecins emblématiques de l'Antiquité au Moyen Âge, tel que Hippocrate, Galien, Avicenne, accompagnés de citations extraites des livres sacrés. Elle est appelée maison de Nicolas Venette, médecin né et mort à La Rochelle (1633-1698). Elle a appartenu à la famille Billaud dans la 2e moitié du XVIIIe siècle, notamment par Billaud-Varenne. Au XIXe siècle, elle abrita la loge maçonnique[réf. souhaitée]. Elle est devenue propriété de la ville au XXe siècle. Après avoir servi de tribunal administratif et de prud'homme, elle abrite actuellement les services de santé publique, d'hygiène et d'environnement de la ville. L'entrée du service de vaccinations et l'accès handicapés se trouve au no 2 de la rue de l'Abreuvoir,.

## Château Vauclair
Le château Vauclair, ou château Vauclerc, était le nom d'un château construit par Henri II d'Angleterre, époux d'Aliénor d'Aquitaine, à La Rochelle vers la fin du XIIe siècle, et aujourd'hui détruit. Il était situé sur l'emplacement de l'actuelle place de Verdun. Il défendait le port primitif de La Rochelle. Il a représenté l'appartenance à la couronne d'Angleterre et la mainmise du Roi sur la ville. Aujourd'hui, il ne subsiste que des vestiges dévoilés lors de la construction du parking souterrain et qui ont été mis en valeur.

## Café de la Paix

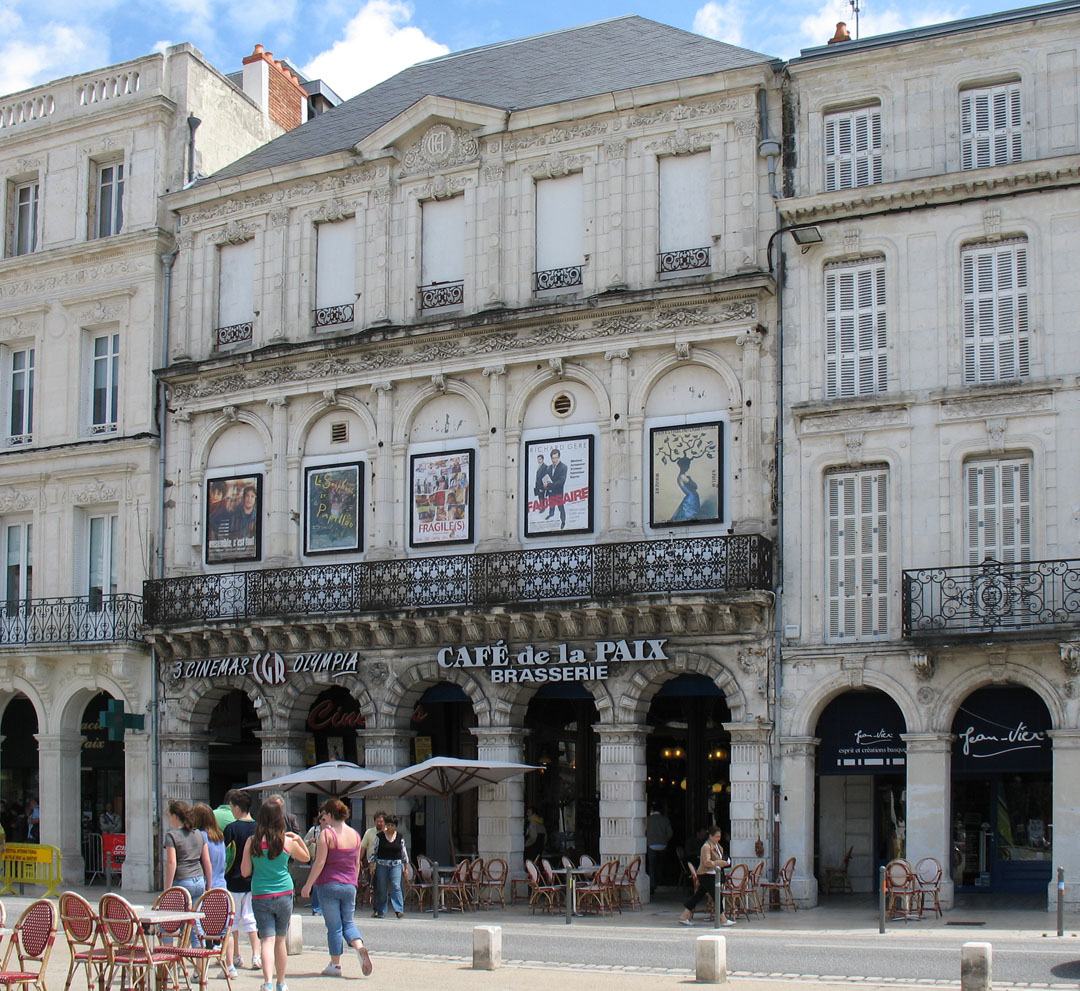
Café de la Paix.

Le Café de la Paix est un bistrot de la fin du XVIIIe siècle, classé monument historique depuis 1984. À l'origine l'emplacement formé par le café de la Paix et le cinéma Olympia constituait l'ancien Hôpital Saint-Étienne. Fondé par Anne Forestier au début du XVIIIe siècle. L’hôpital accueillit les pauvres femmes malades que l'hôpital général ne pouvait plus accueillir. Anne Forestier pris sur ses biens son aménagement et, en 1723, des lettres patentes vinent consacré le nouvel établissement. Pendant la Révolution, les bâtiments sont vendus. Plus tard la chapelle devint une salle de spectacle appelée théâtre des variétés, et le reste devint un café. Dans la 1re moitié du XXe siècle, le théâtre devient une salle de cinéma, l'actuel Olympia. Le café est réaménagé vers 1900 par Monsieur Carache, pour devenir le café de la Paix. La salle du café, avec son décor « Belle Époque » intacte, a été restaurée en 1931 par A. Terral,.

## Château de Laleu

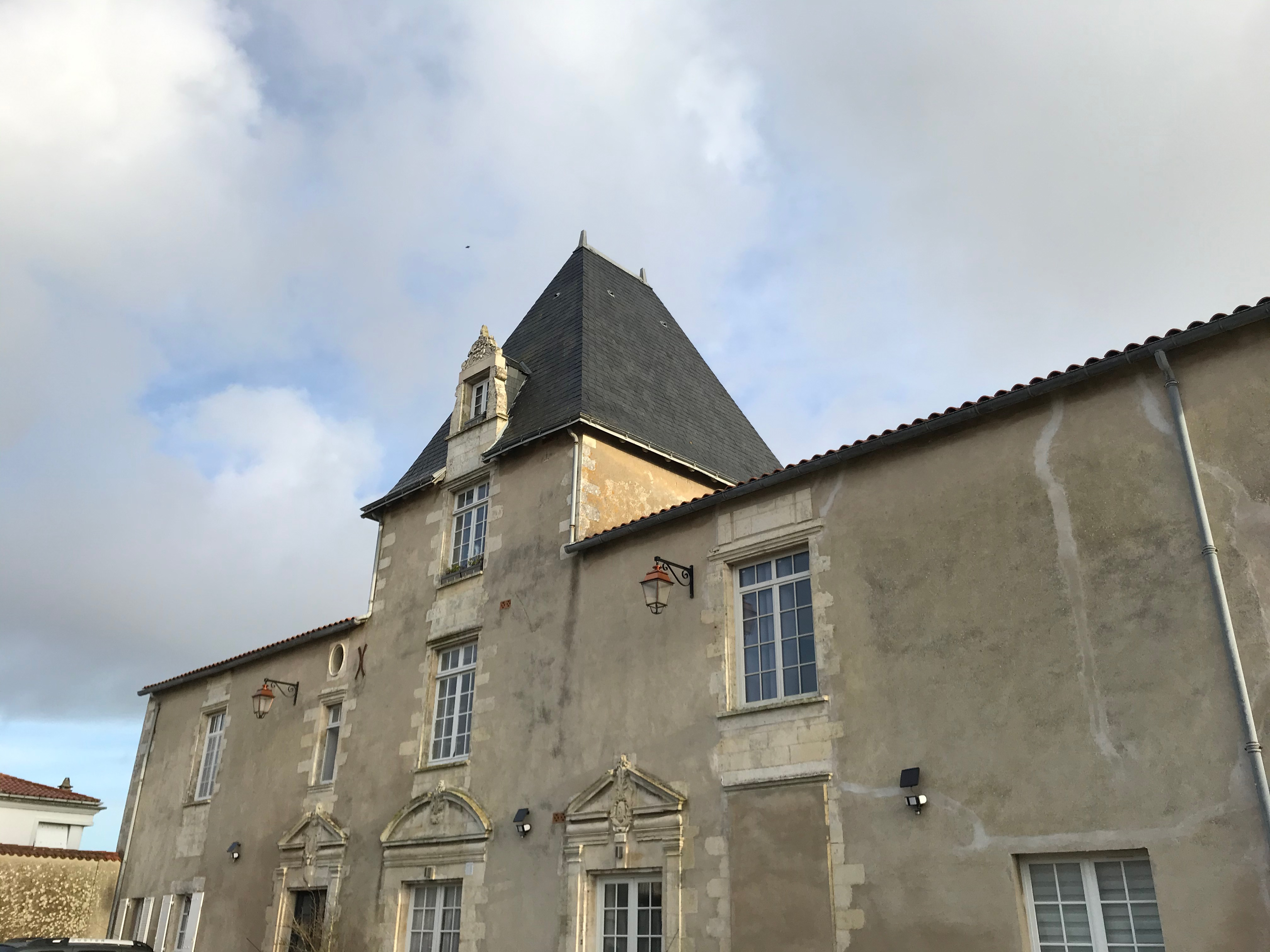
Le château de Laleu, façade ouest.

Le château de Laleu, exemple typique de la maison noble du début du XVIIe siècle est devenu la maison de retraite Léonce Vieljeux. Il a été construit entre 1616 et 1628 par Paul Yvon sur la commune de Laleu, rattachée depuis à La Rochelle. C’est un pavillon central coiffé d'une toiture à quatre pans couverte d'ardoise encadré de deux corps de bâtiment. C’est une construction très sobre dont les ouvertures sont encadrées de pierre de taille avec trois frontons sculptés soutenus par des pilastres au rez-de-chaussée et couronnée de lucarnes ornées de volutes et d’acanthes.
Pendant le siège de La Rochelle par Richelieu, le maréchal de Bassompierre s’établit dans le château de Laleu. C’est dans ce château que le dimanche 29 octobre 1628, les notables Rochelais, avec à leur tête le maire Jean Guiton, viendront déposer leur acte de soumission entre les mains de Louis XIII (dans la salle voutée du château), mettant fin à 415 jours de siège.
Le château fut vendu, en 2016, par la mairie de la Rochelle après un usage de plusieurs années comme maison de retraite. Le parc du château est désormais accessible à la population.

## Mémorial et monuments
Les trois monuments suivants ont échappé de peu à la destruction pendant la Seconde Guerre mondiale.

### Monument à Jean Guiton

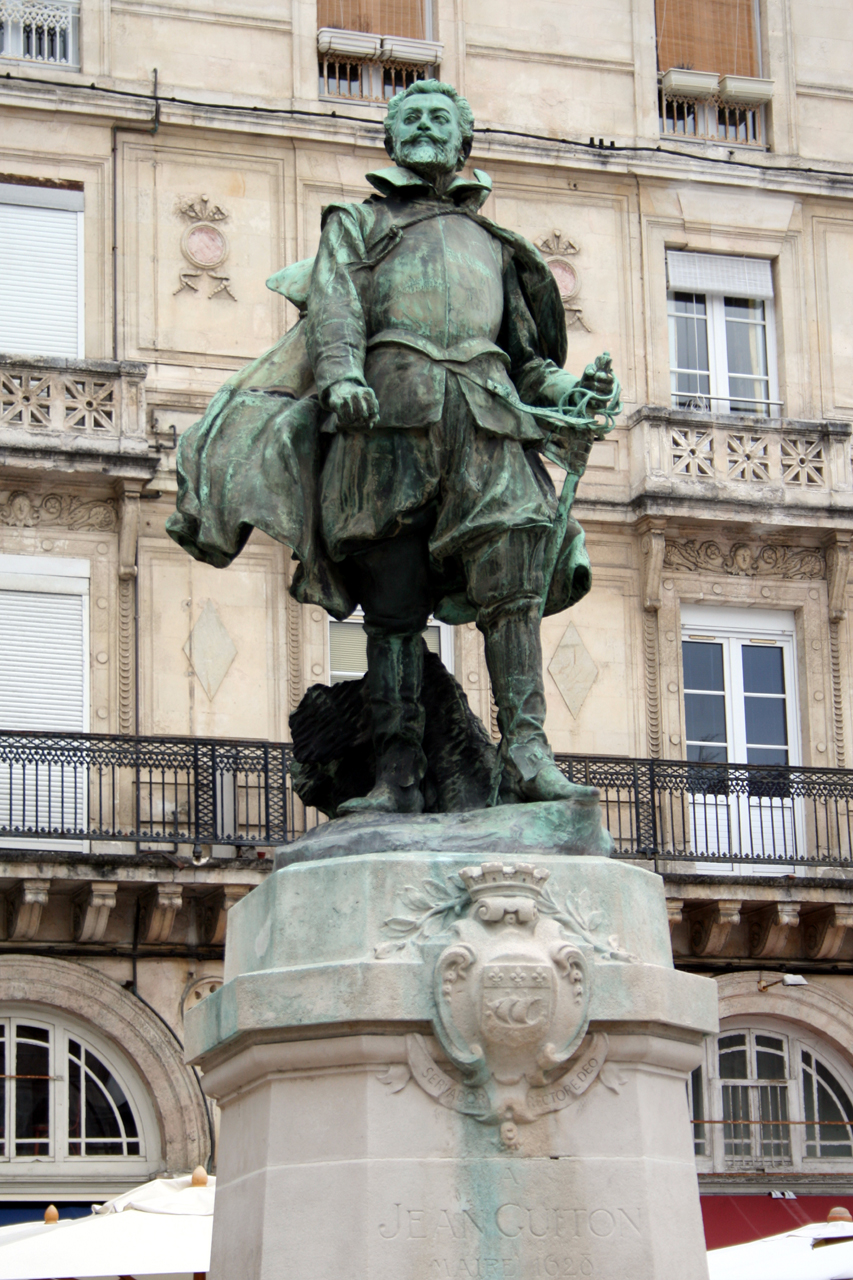
Ernest Henri Dubois, Monument à Jean Guiton (1911), détail, place de l'Hôtel de Ville.

Le conseil municipal avait, en 1841, décidé l'érection d'une statue en mémoire du maire de La Rochelle lors du siège de 1628. Cette première tentative se heurta au gouvernement qui s'y opposa. Au début des années 1900, la réalisation d'un monument refait surface. Il est reporté à plus tard au profit de celui d'Eugène Fromentin. La question resurgit quelques années plus tard, mais dans ces temps troublés par une crise identitaire, une polémique vit le jour. Certains n'ont pas hésité à trouver que l'élévation d'un monument en l'honneur de Jean Guiton et des Rochelais de l'époque, cité en révolte ouverte contre leur pays et appelant l'étranger à leur aide, était un défi au bon sens patriotique.
Ce n'est qu'en avril 1909 qu'une souscription publique fut lancée par un comité dont le maire Eugène Decout pris la tête. Souscription à laquelle la ville de Nouvelle-Rochelle participa gracieusement. Après deux ans de polémique, le monument est réalisé. 
L'inauguration se déroula à l'image de la création du monument. La date du 8 octobre 1911 avait été fixé pour l'inauguration de la statue. La cérémonie devait recevoir une délégation américaine des habitants de Nouvelle-Rochelle et le sous-secrétaire d'État aux Beaux-Arts, Monsieur Dujardin-Beaumetz devait présider la cérémonie. Cependant à la suite d'un deuil national le sous-secrétaire ne put se rendre à la cérémonie qui dut être maintenue, car la délégation ne put prolonger son séjour. Le 22 octobre, une deuxième inauguration eut lieu en présence cette fois-ci du sous-secrétaire d'État.
L'œuvre est du sculpteur Ernest Henri Dubois et de l'architecte Patouillard de Moriane. La statue en bronze s'élève sur la place de l'Hôtel de Ville.

### Monument à Eugène Fromentin

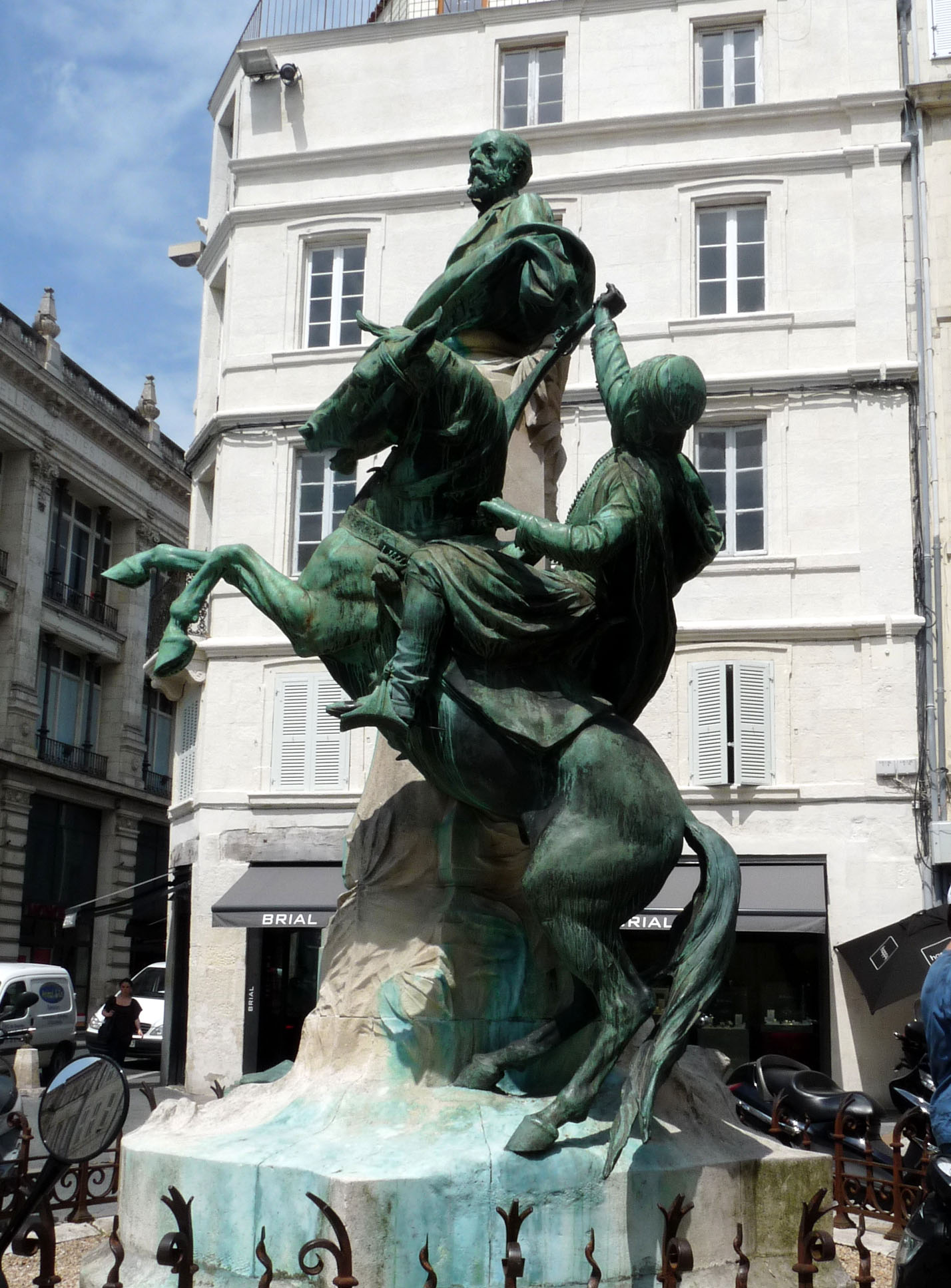
Ernest Henri Dubois, Monument à Eugène Fromentin (1905).

Le buste en bronze du peintre et écrivain orientaliste Eugène Fromentin surmonte un haut piédestal. Il est flanqué de la statue équestre, grandeur nature, d'un Arabe de fantasia. L'œuvre est du sculpteur Ernest Henri Dubois et de l'architecte Patouillard de Moriane. Le monument fut inauguré le 1er octobre 1905, sous la présidence d'Étienne Dujardin-Beaumetz, sous-secrétaire d'État aux Beaux-Arts. Le fusil brandi par le cavalier fut longtemps endommagé, puis disparut au début du XXIe siècle. Ce monument a remplacé une statue intitulée Rebecca qui était érigée sur la place des Petits-Bancs depuis 1869, date à laquelle l'ancienne fontaine fut détruite.

Vues du Monument à Eugène Fromentin
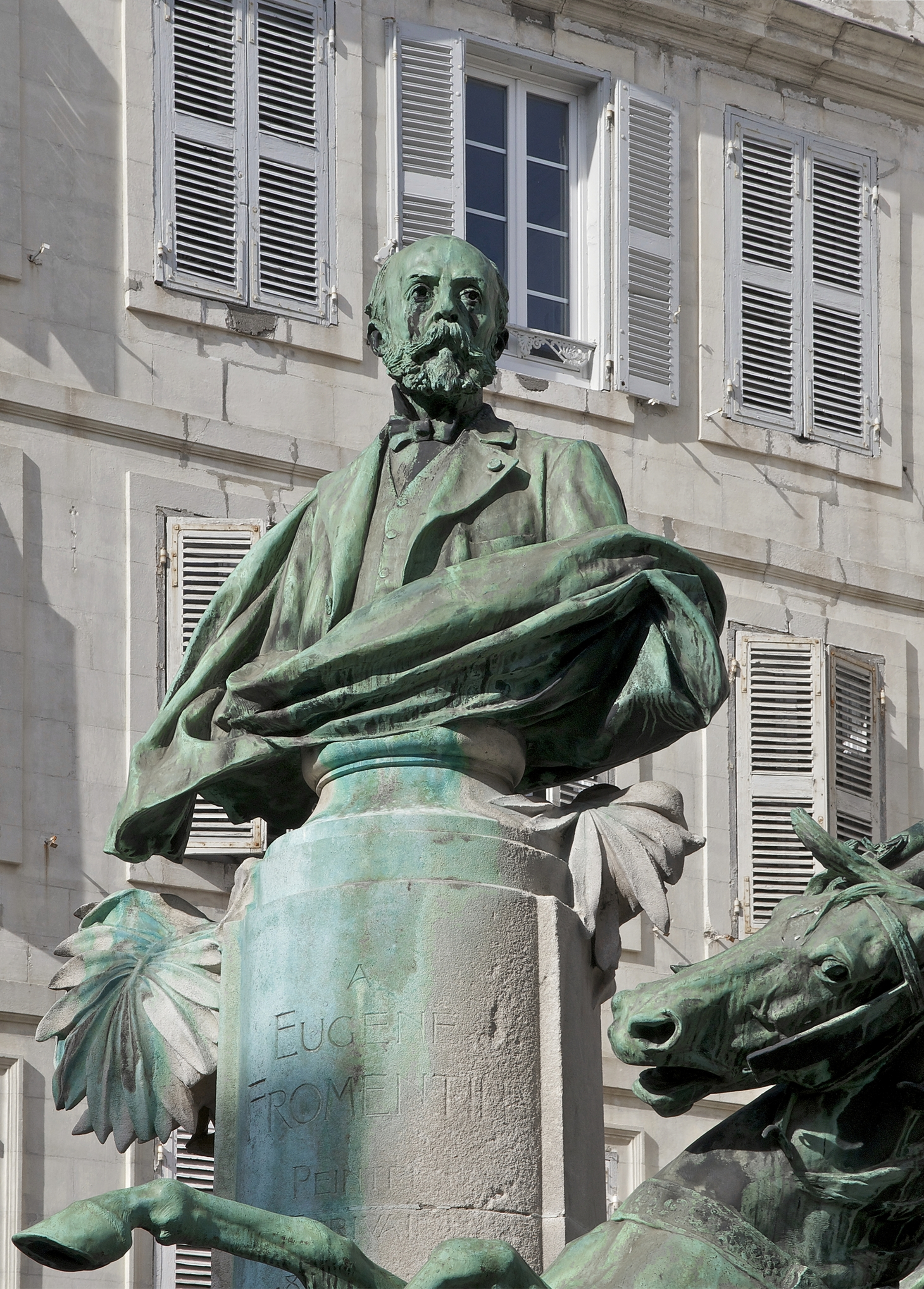
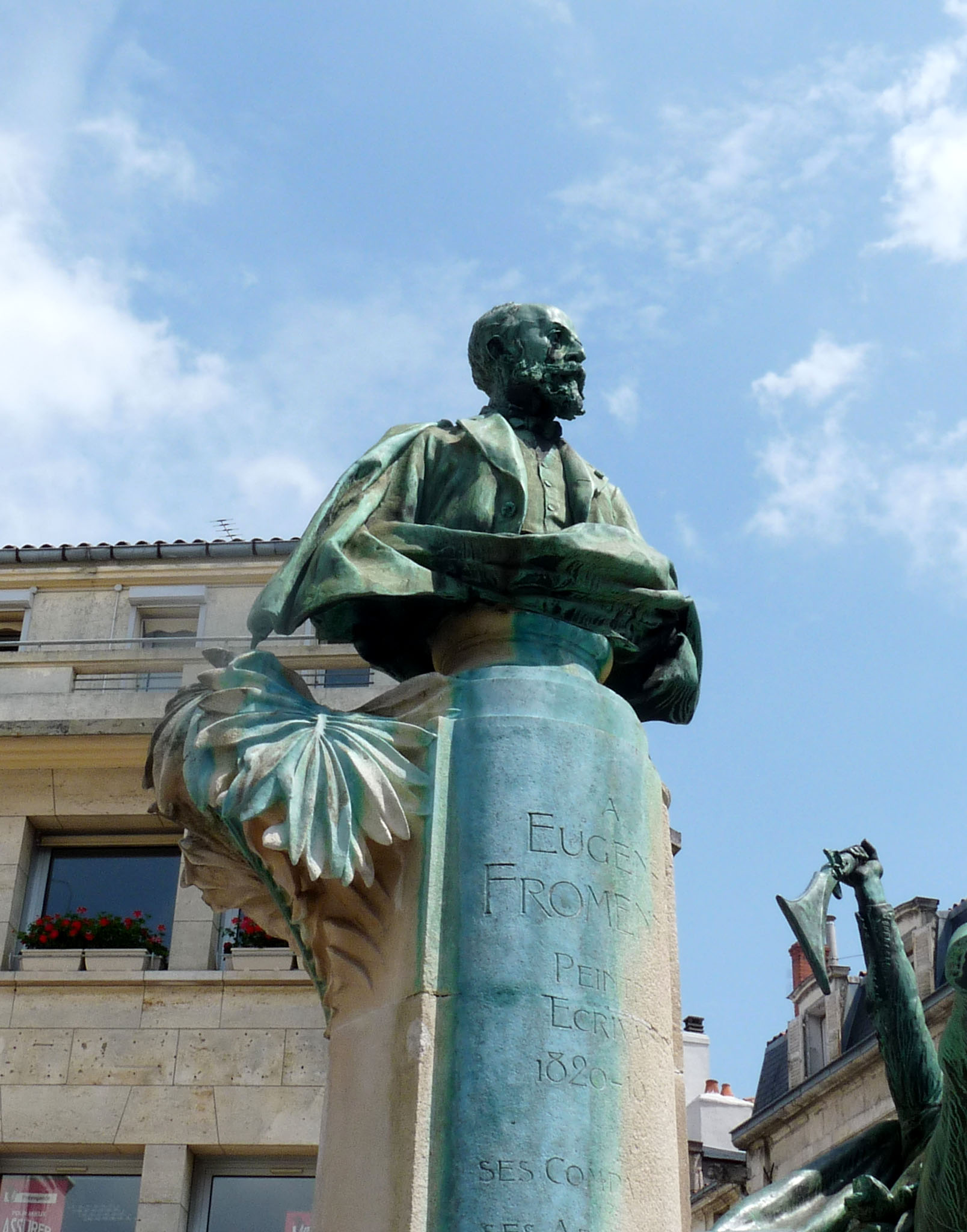
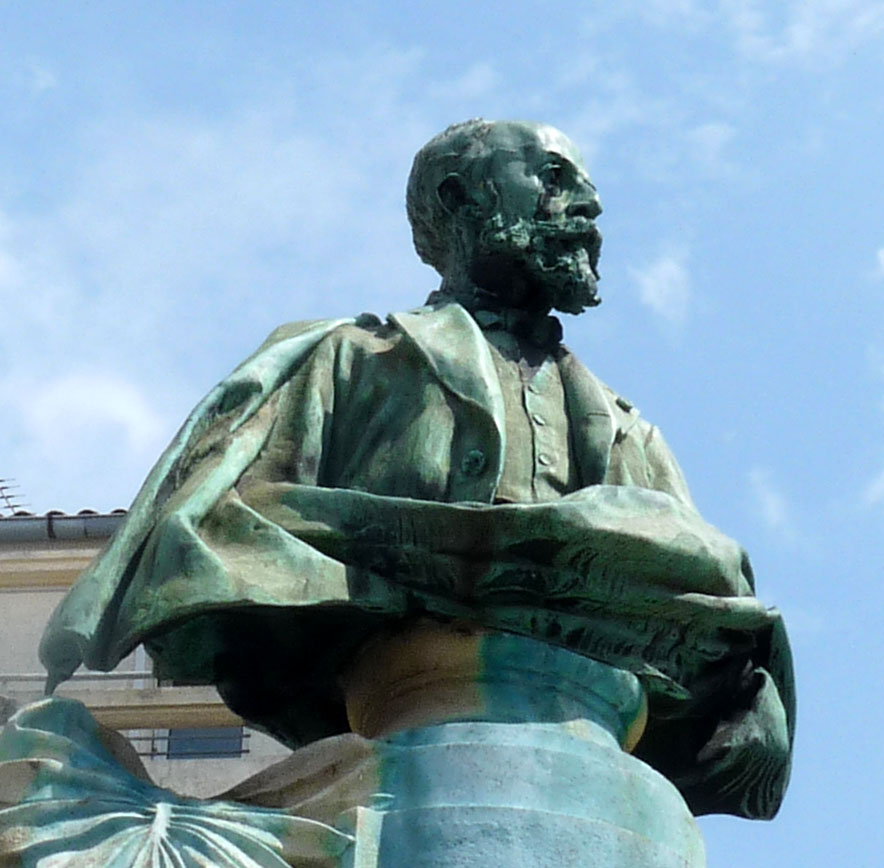

#### Fontaine des Petits-Bancs
La fontaine des Petits-Bancs est ouverte au publics en 1544. Elle est alimentée, comme une grande partie des fontaines de La Rochelle, par les sources de Lafond. Reconstruite en 1673, elle est de forme orthogonale et est coiffé d'une coupole. La coupole est surmontée par le buste du Dauphin, fils de Louis XIV. Dès lors, elle est nommée fontaine Dauphin. La révolution remplace le buste par une statue de la Loi. 
« C'était, écrit Claude Masse, une petite tour octogonale fort joliment bâtie. c'est elle qui est la plus fréquentée par les marins qui viennent remplir les barriques d'eau pour les transporter dans leurs vaisseaux. »

### Monument à l'amiral Duperré
Le monument est situé devant la grosse horloge. Il est inauguré le 17 octobre 1869, sous la présidence de l'amiral Rigault de Genouilly, ministre de la Marine et des Colonies, délégué de l'empereur Napoléon III. 
Le monument est l'œuvre des sculpteurs Pierre Hébert et de son fils Émile Hébert. Fondue par la fonderie Thiébaut Frères, la statue est constituée du bronze des canons du Dey d'Alger. Elle représente l'amiral Duperré en pied, habillé en grand uniforme. L'amiral tourne le dos au large. Sur le piédestal est représentée la remise d'une épée d'honneur par la Ville de La Rochelle lors de sa nomination à la pairie. On peut lire sur le socle les mots « Mousse, Capitaine, Amiral » qui résument la vie de l'officier, qui fut aussi ministre.

Monument à l'amiral Duperré
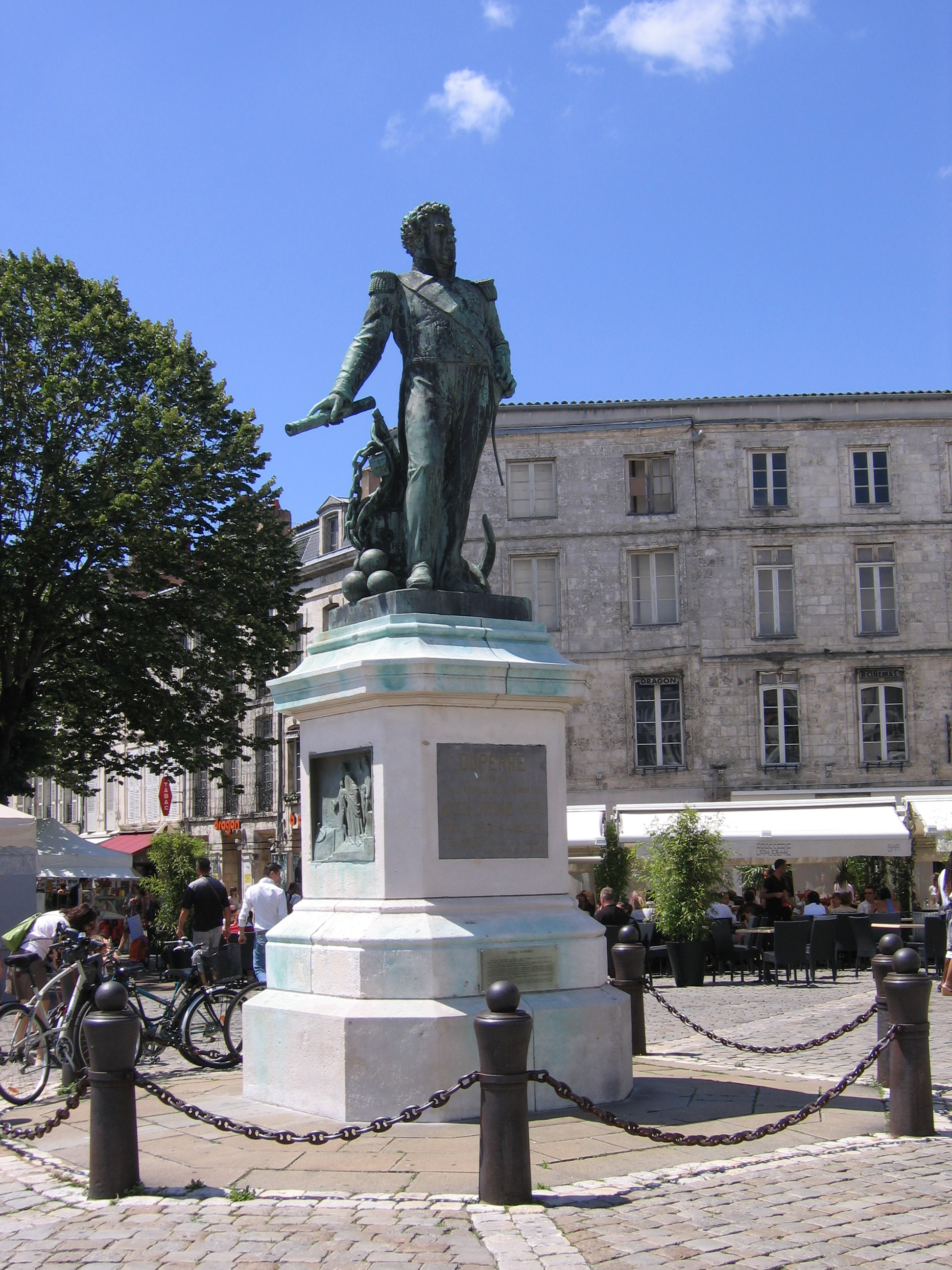
Pierre Hébert, Monument à l'amiral Duperré (1869).
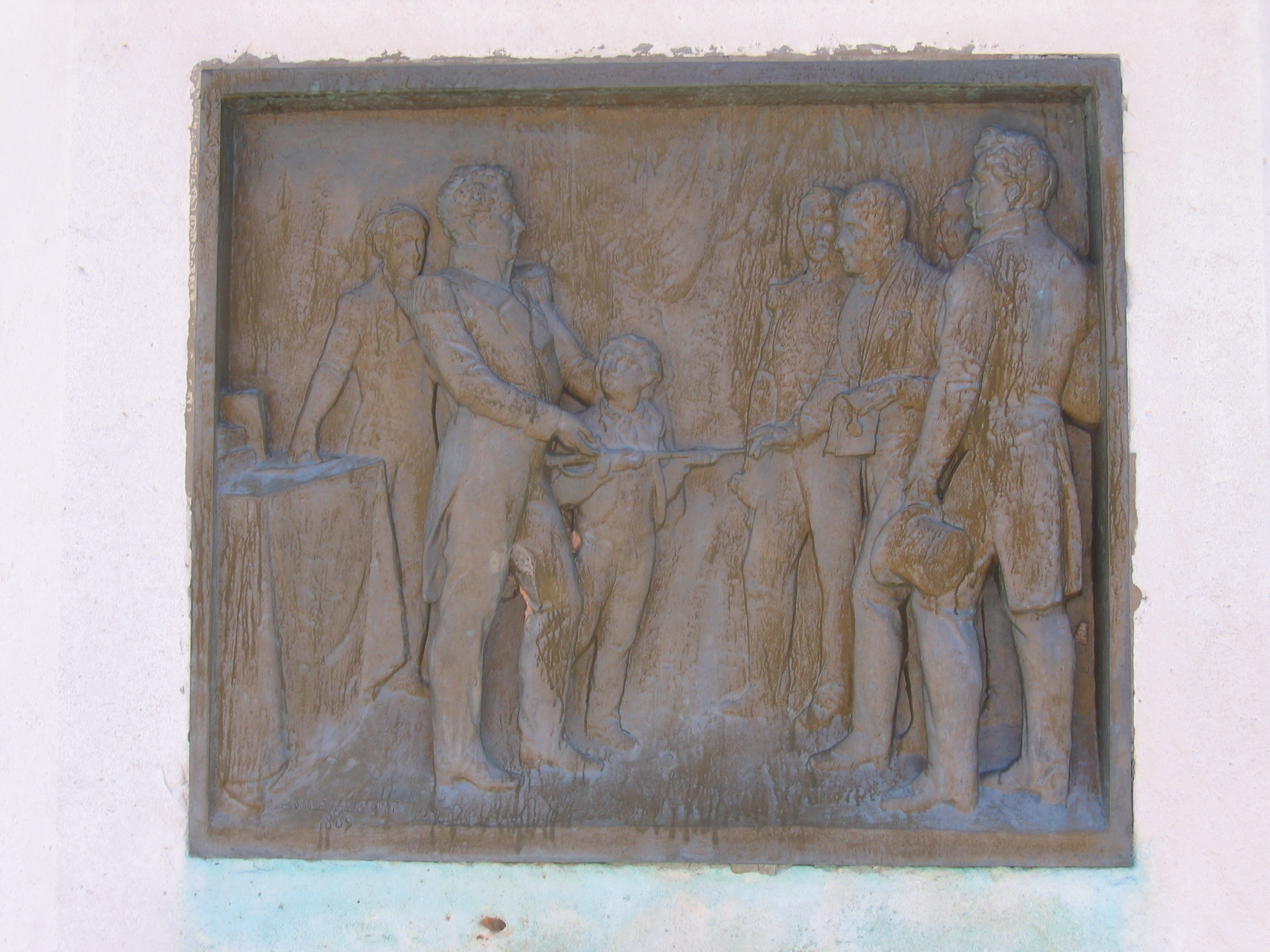
Émile Hébert, Remise de l'épée d'honneur de la Ville de La Rochelle à l'amiral Duperré, bas-relief ornant le piédestal. L'amiral Duperré recevant l'épée d'honneur pour sa nomination à la pairie. Derrière lui, son chef de cabinet Frédéric-Victor-Charles Chassériau.

### Le Soleil noir, hommage à Michel Crépeau
À l'occasion du 10e anniversaire de la disparition de Michel Crépeau, l'Association Crépeau l'Humaniste a fait don à la Ville de La Rochelle de la sculpture Le Soleil noir, inaugurée le 29 mars 2009 : un disque en bronze de 3 tonnes et de 4 mètres de diamètre. Le sculpteur François Cante-Pacos a figuré la disparition de Michel Crepeau comme un « soleil noir qui se coucherait à l'ouest, partagé par deux portes entrouvertes sur la ville, qui rappellent également le jeu des écluses, le va-et-vient des idées. Plus en détail, ces deux éléments monumentaux seront ajustés de petits renforts en forme de croisillons, qui rappellent la fragilité des choses. On pourra également lire « Michel, LR, 17 » sur cette sculpture, à la façon d'un chalutier s'échappant vers le large. »
Une plaque au sol porte l'inscription : « J'accepte de disparaître en tant qu'individu dès lors qu'il me sera permis d'éprouver au jour de ma mort le sentiment d'avoir accompli ma part d'humanité. C'est à travers elle que je survivrai − Michel Crépeau, 1979. ».

### Mémorial des soldats et marins de la Charente-Inférieure

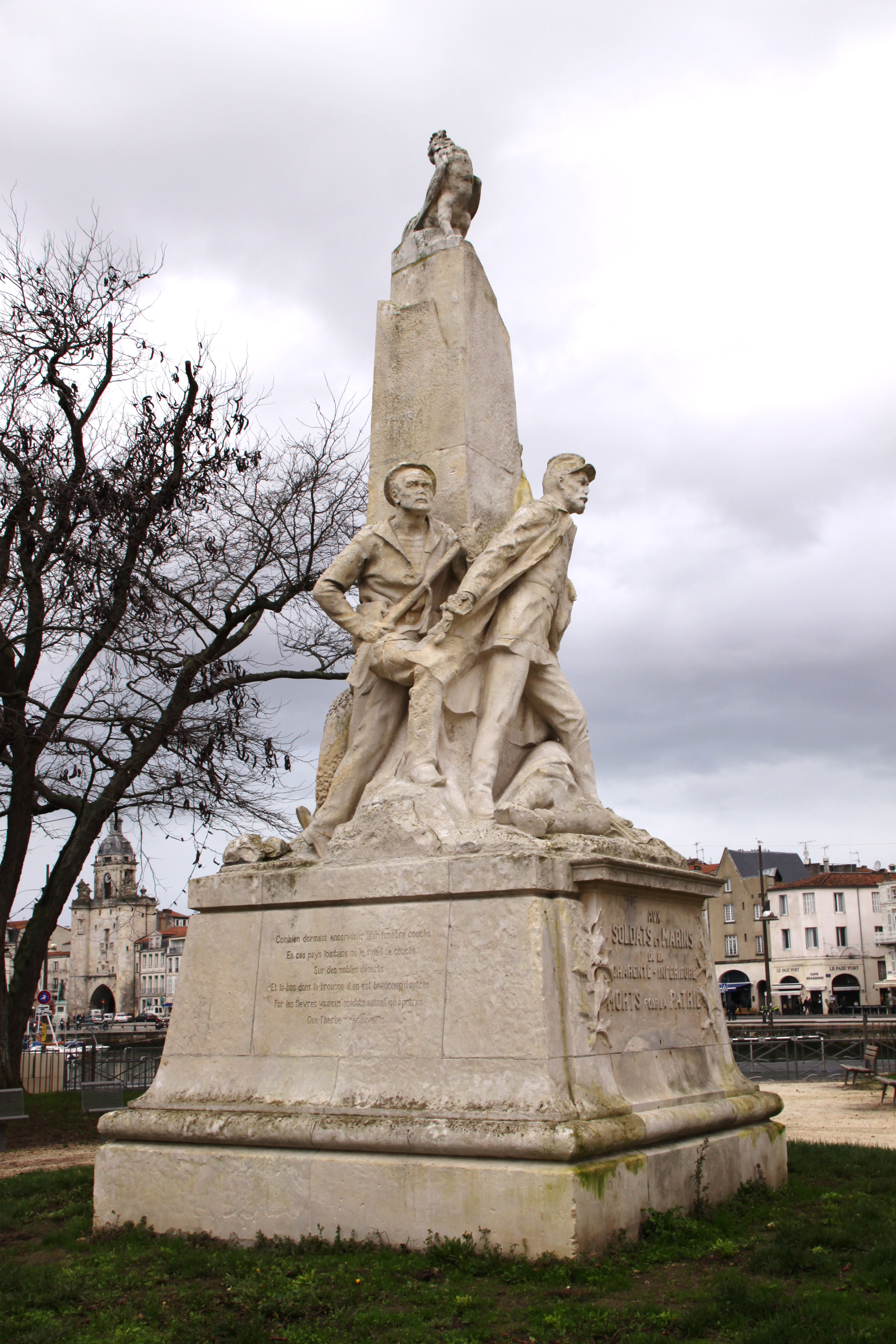
Pierre Laurent, Mémorial des soldats et marins de la Charente-Inférieure (1913).

Le Mémorial des soldats et marins de la Charente-Inférieure est situé square Valin. Ce monument célèbre la mémoire des militaires et des marins morts hors du territoire français pour la patrie. L'Association du Souvenir français est à l'origine de ce monument. En août 1901, elle organise une loterie afin de rassembler des fonds et de faire connaître cette œuvre patriotique au public. Le monument est inaugurées les 15, 16 et 17 août 1913 en présence du ministre des Colonies Jean Morel, du député André Hesse, du préfet de la Charente-Inférieure Landrodie et d'Eugène Decout, maire de La Rochelle. 
Il est l'œuvre du sculpteur rochelais Pierre Laurent. Les ornements du piédestal sont l'œuvre de de Monté, autre Rochelais. L'architecte de l'œuvre, Bernard, est parisien.

Vues du Mémorial des soldats et marins de la Charente-Inférieure
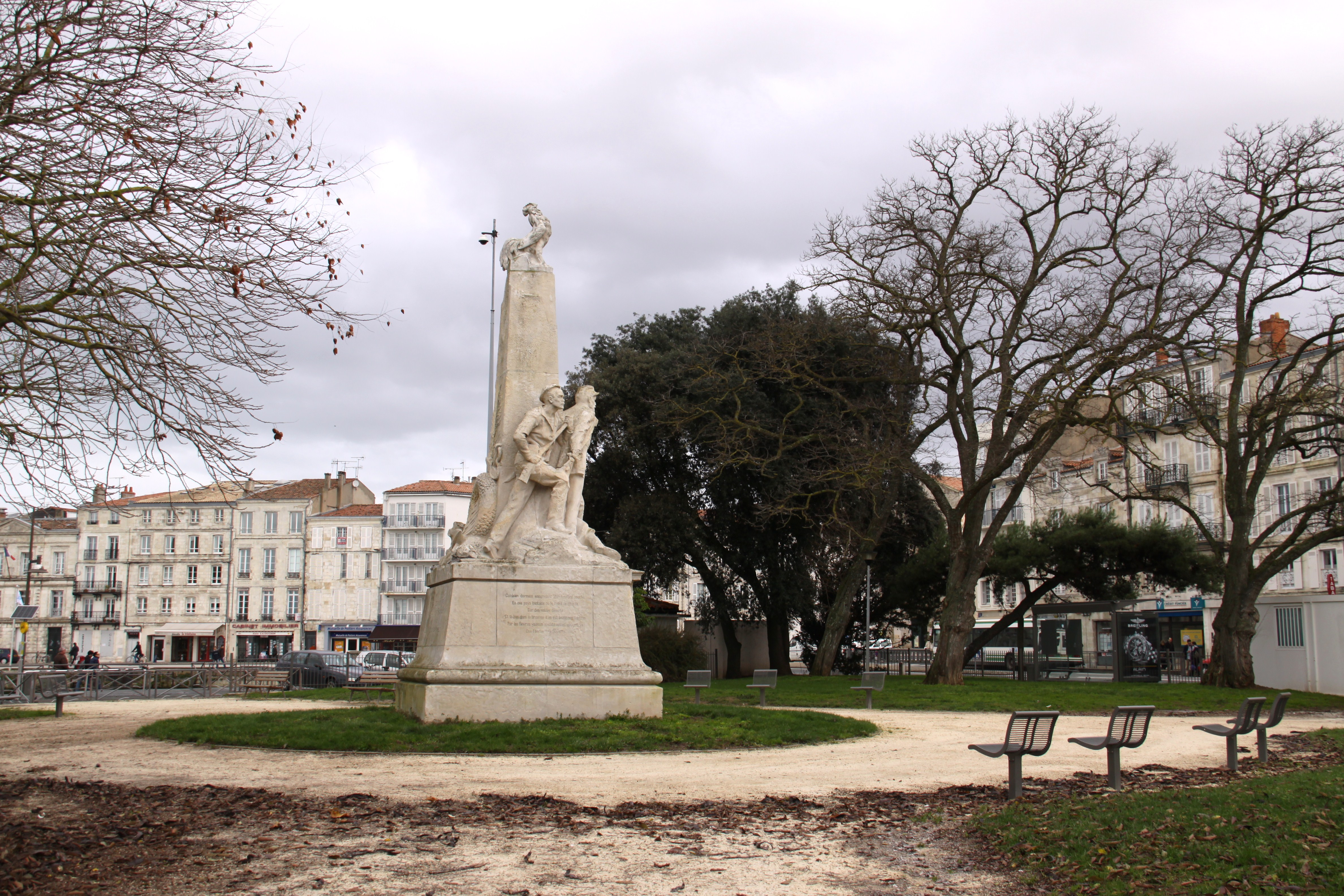
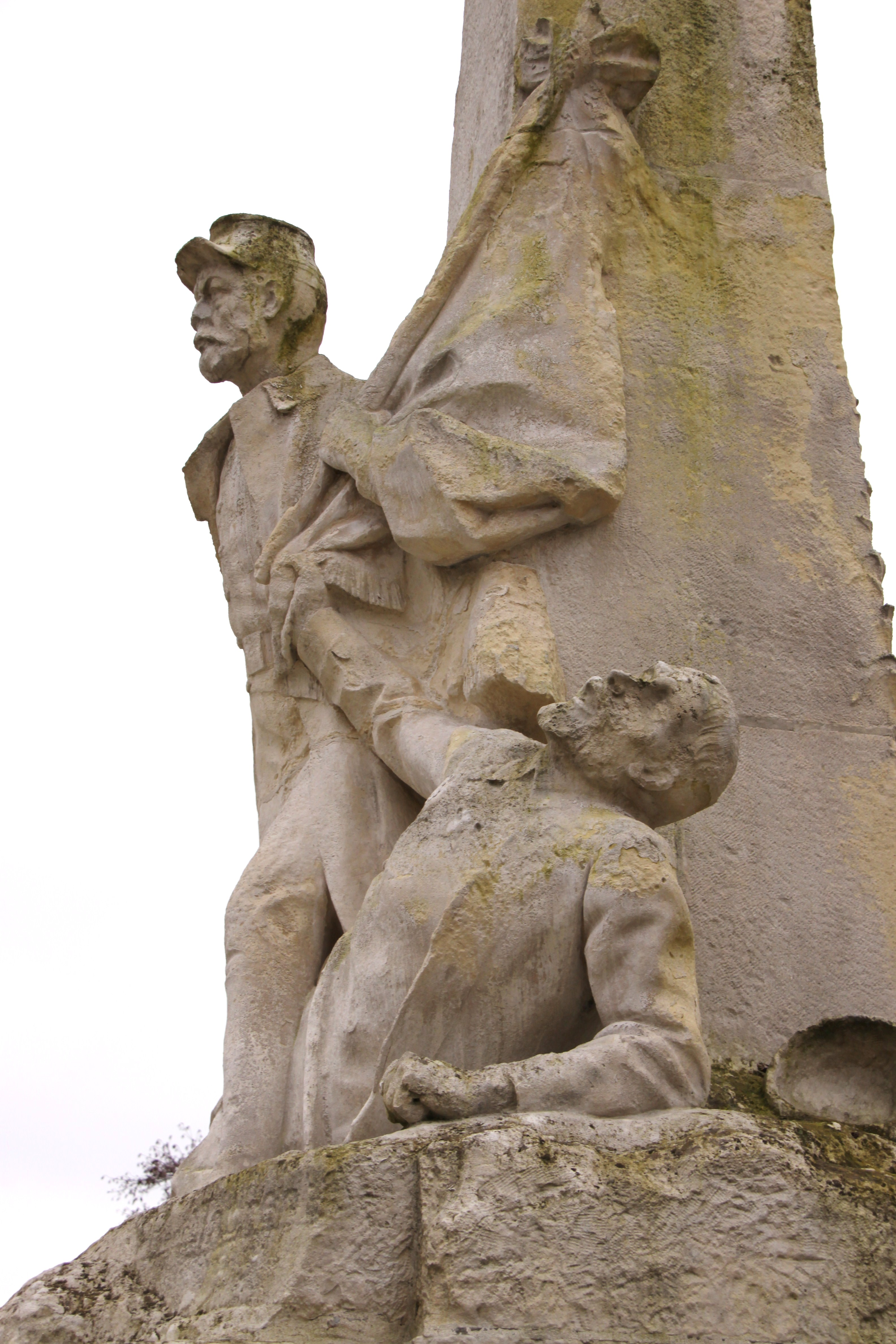
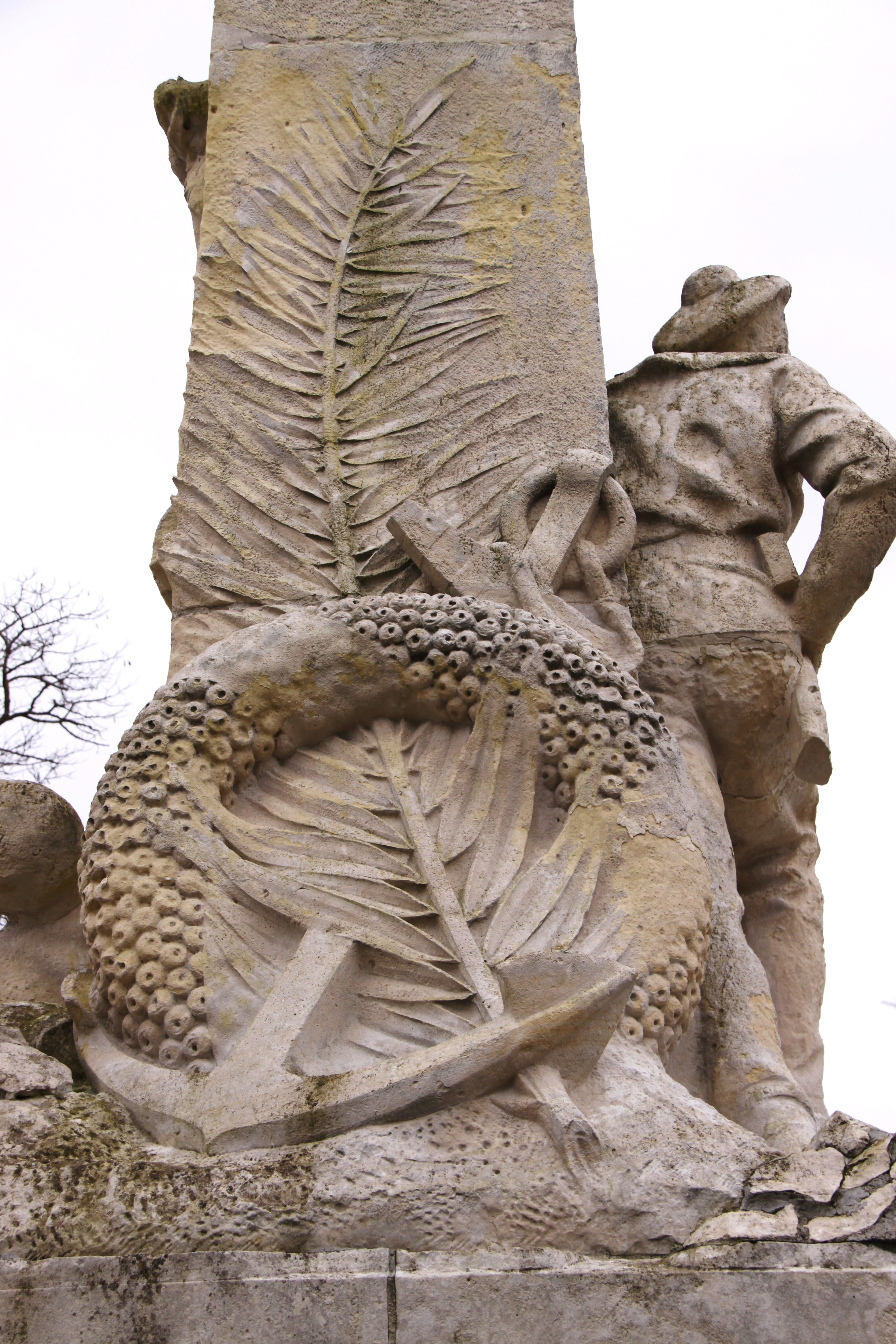

## Les sites de mémoire de la traite, de l'esclavage, et de leurs abolitions

### Le port de La Rochelle

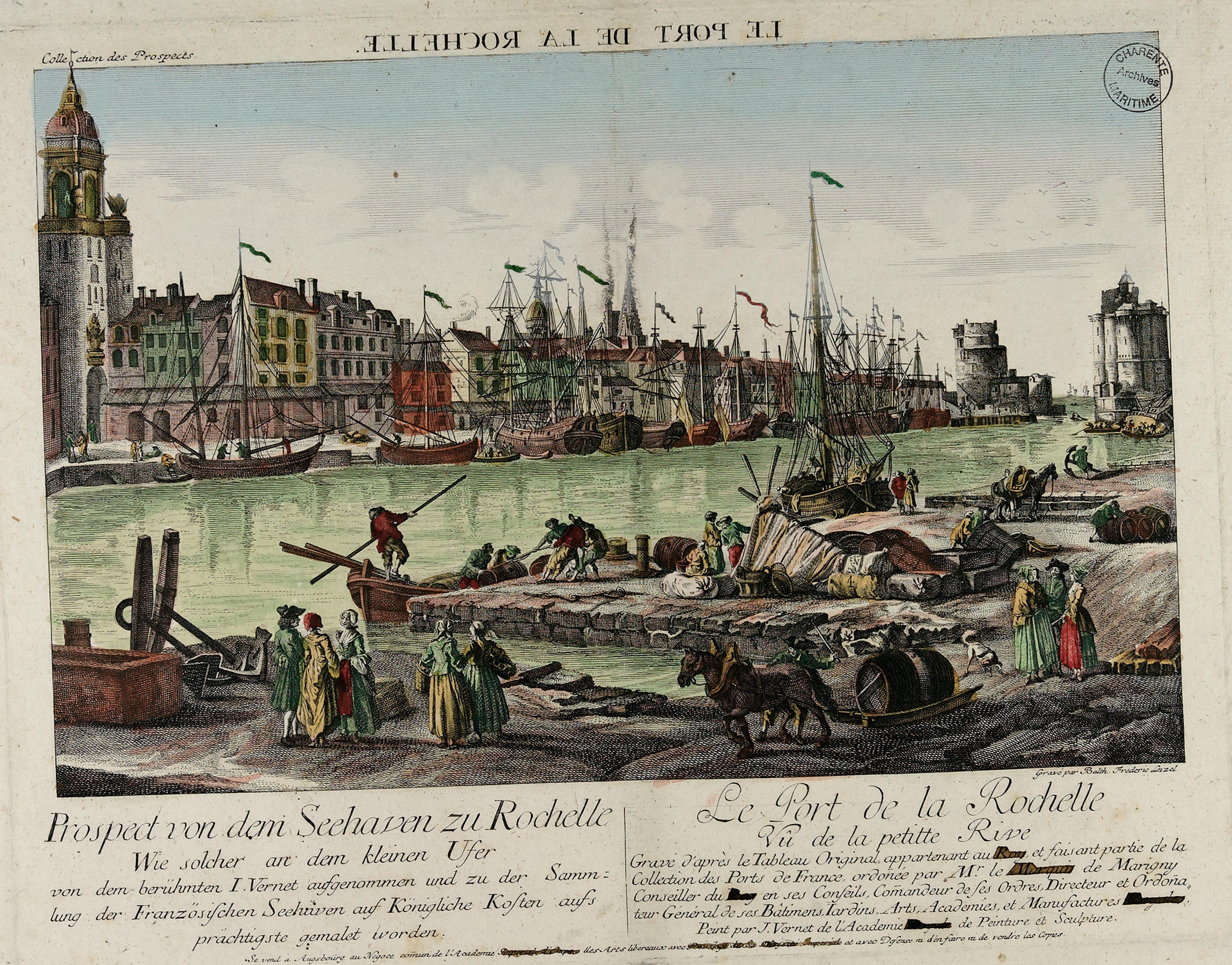
Port de La Rochelle vu de la petite rive - gravure inspirée d'une peinture de J. Vernet.

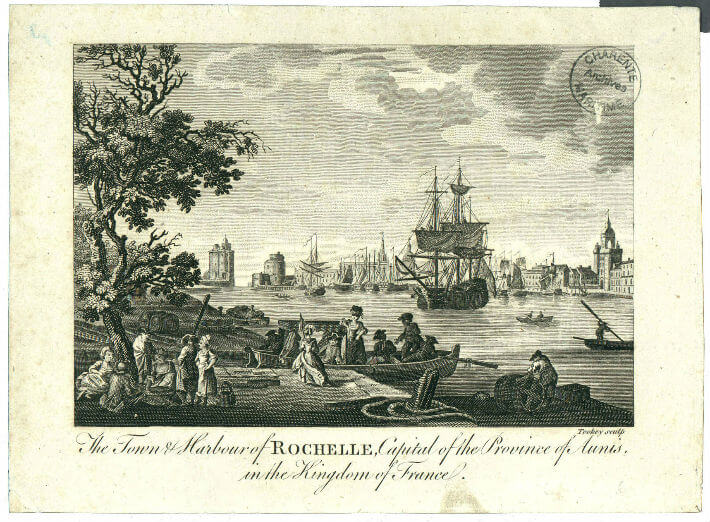
The town and harbour of Rochelle of the province of Aunis in the kingdom of France. Toockey - Gravure

Dans la seconde moitié du XVIIIe siècle, la traite négrière est une activité essentielle à la prospérité rochelaise. Le port de La Rochelle est au cœur de cette intense activité. On trouve sur les quais un véritable ballet de manutentionnaires et transporteurs (crocheteurs, portefaix ou voituriers) attelés au chargement, déchargement et stockage des marchandises. Autour de cette activité portuaire, toute une organisation est mise en place: les cabaretiers et les logeurs hébergent les équipages en attendant leur départ, les producteurs fournissent les produits d'avitaillement des navires et l'exportation des "marchandises permises" vers l'Afrique. 
Sans oublier une administration hiérarchisée qui encadre les négoces: notaires, greffiers de l'Amirauté, commissaires du roi, employé de la chambre de commerce. L'énergie dégagée par les activités du port se répercute sur les chantiers navals. Les raffineries de produits comme le sucre se multiplient, ainsi que les ateliers de transformation des produits coloniaux.
Selon les estimations des historiens, quatre cent vingt-sept navires négriers sont partis de La Rochelle au XVIIIe siècle. Ils ont chargé environ cent trente mille captifs en Afrique, à destination des colonies de l'Amérique et principalement de Saint-Domingue. Pratiqué par plusieurs dizaines de négociants qui vont chercher les capitaux dans les provinces du royaume, à Paris et jusqu'à Londres, Barcelone ou Bâle, le commerce négrier rochelais alimente aussi les ateliers, les échoppes, les chais et les greniers où se fabriquent, se vendent et se conservent les marchandises destinées à l'achat des captifs en Afrique.

### La chambre de commerce
Afin de faciliter les moyens de faire fleurir et étendre le Commerce, le roi Louis XIV crée en 1700 un Conseil du Commerce. Un négociant des principales villes de négoce du Royaume, dont La Rochelle, doit y siéger. L'année suivante, le roi décide d'établir dix Chambres de Commerce dans les villes de Bayonne, Bordeaux, La Rochelle, Lille, Lyon, Nantes, Montpellier, Rouen, Saint-Malo et Toulouse. Le rôle principal d'une chambre de commerce est alors de donner son avis sur toute décision concernant le commerce de France à travers la rédaction de mémoires, de propositions, de requêtes des négociants. Elle a également une mission judiciaire. 
Avec la création de la Chambre, les marchands ont enfin un lieu officiel de réunion. Au XVIIIe siècle, l'hôtel de la Bourse connaît une immense activité. La Chambre de commerce est dirigée par un directeur, assisté de quatre syndics, désignés pour deux ans par le Roi sur proposition d'une assemblée des trente principaux négociants rochelais. Un secrétaire permanent est chargé de la rédaction des mémoires, de la tenue des divers registres comme ceux des polices d'assurance sur navires et sur les marchandises.

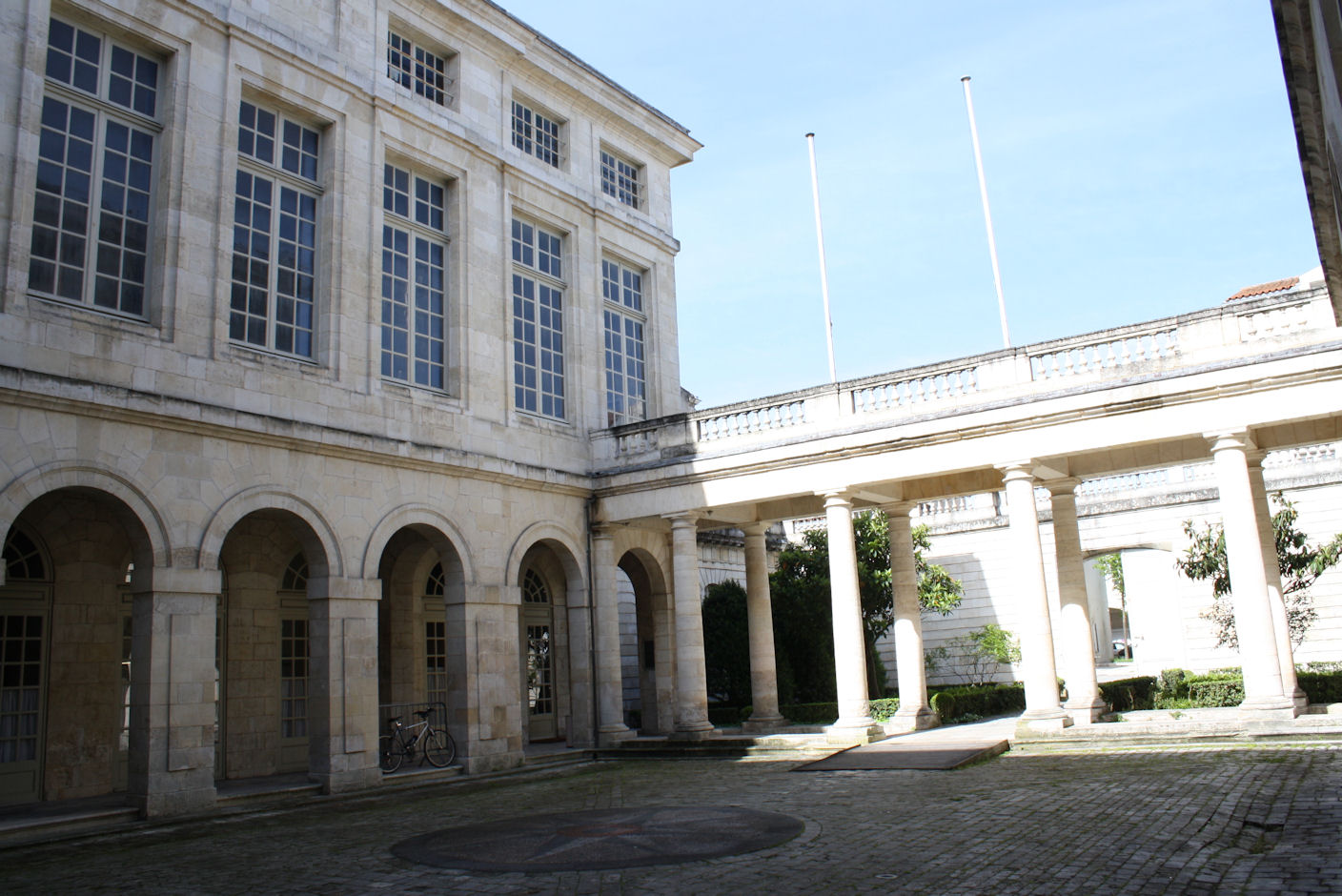
Cour intérieure de l'hôtel de la Bourse de La Rochelle

La Rochelle connaît alors la période la plus prospère de son histoire. De 1718 à 1751, la flotte passe de cinquante-deux à cent-dix-huit navires qui fréquentent principalement Saint-Domingue, la Louisiane et surtout le Canada. Outre le commerce des produits coloniaux (sucre, indigo, tabacs etc.), la ville tire surtout profit de l'importation des pelleteries d'Amérique du Nord. La Rochelle a une place importante en Europe grâce à la réexpédition des produits coloniaux et à l'exportation de la seule vraie richesse de son terroir, les eaux de vie.
Bien plus que la Révolution française, c'est la révolte des noirs à Saint-Domingue et la perte de la plus importante et de la plus riche colonie des Antilles en 1791 qui ruinent les armateurs rochelais. Nombreux y avaient investi leurs capitaux. La même année, l'Assemblée Constituante supprime les chambres de commerce en même temps qu'elle abolit les corporations.
Les fonds de la Chambre de Commerce de La Rochelle ont été numérisés et sont à présent disponibles aux Archives départementales de Charente-Maritime.

### Hôtel particulier de la famille Fleuriau[55]

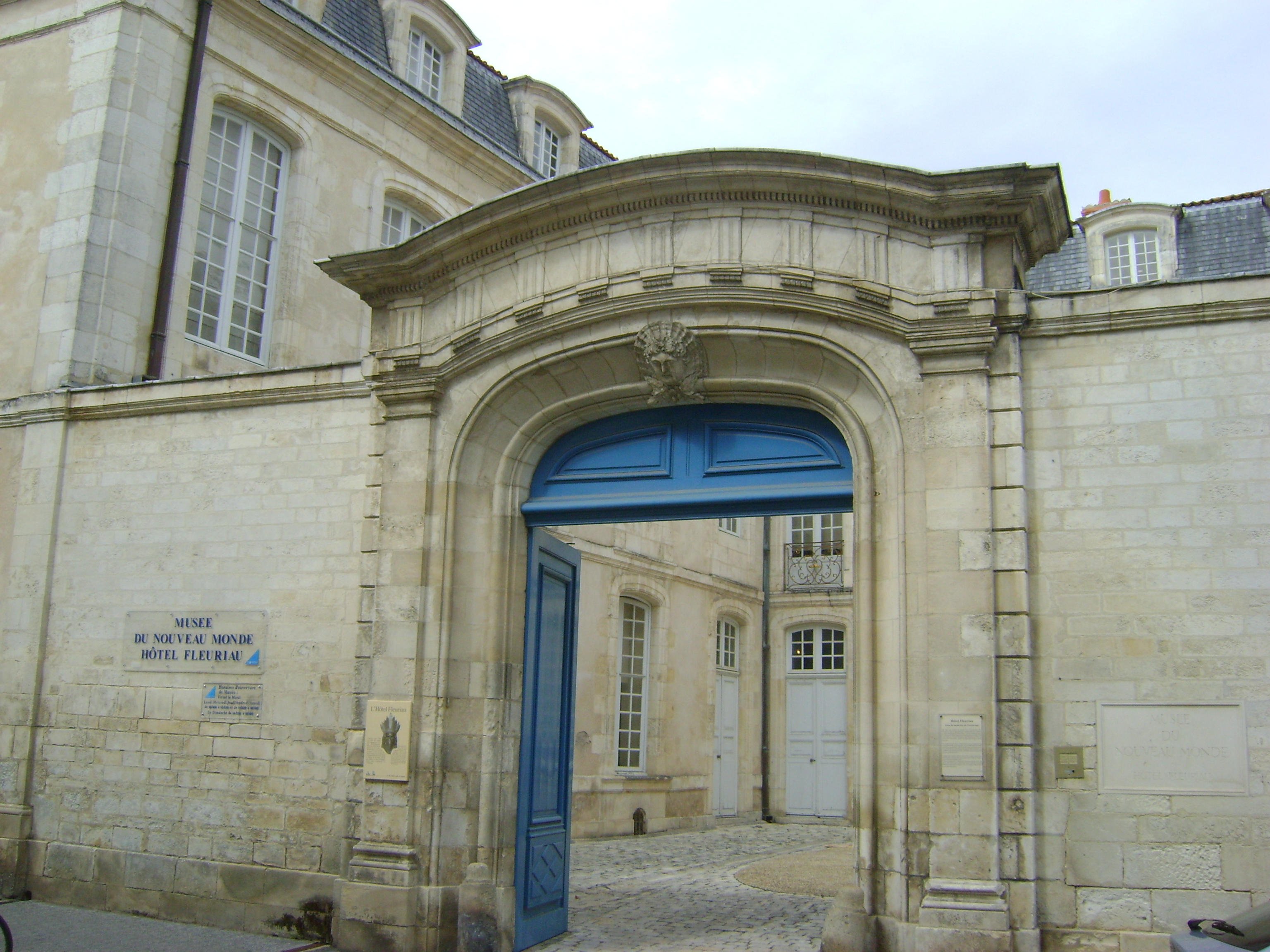
Hôtel Fleuriau, aujourd'hui Musée du Nouveau Monde.

Aimé Benjamin Fleuriau est issu d’une famille de marchands protestants originaires de Châtellerault mais établis dans la cité portuaire de La Rochelle dès le XVIIe siècle. Né le 24 juillet 1709, il était le fils aîné de François Fleuriau et de sa deuxième épouse (et cousine) Marie-Anne Fleuriau. Certains de ses parents étaient partis chercher fortune dans les colonies françaises, en Louisiane pour les uns, en Île de France pour d’autres, et enfin aux Antilles, plus particulièrement à Saint-Domingue.
François Fleuriau, raffineur à La Rochelle, décède après avoir été déclaré en banqueroute et laisse son fils accablé de dettes et sans moyens pour les payer. En 1730, Aimé Benjamin Fleuriau s’embarque à Saint-Domingue dans le but d’aider son oncle maternel - François Fleuriau dit Chasseau (1684-1743) - propriétaire d’une plantation sucrière à Montrouis. Lorsque son oncle décède, il lui laisse les moyens de financer une entreprise commerciale. Aimé Benjamin achète des terres et y bâtit une maison ainsi qu’une grande plantation sucrière grâce à laquelle il devient très riche. Il participe à la traite négrière en faisant travailler environ 300 personnes pour son exploitation dont la plupart sont nées sur place. Après vingt-cinq ans de vie à Saint-Domingue, il rentre s'installer luxueusement à La Rochelle en achetant de nombreux domaines dont l’hôtel Régnaud de Beaulieu en 1772 qu'il agrandit encore en 1778 grâce à l’achat de l’hôtel Cadoret de Beaupréau. Ce bâtiment représente le statut social de son propriétaire par sa stature majestueuse et équilibrée ainsi que par son ornementation extérieure et sa décoration intérieure. Il sera habité par la famille Fleuriau jusqu'à la fin des années 1960. 
Le 14 mai 1982, l’hôtel Fleuriau devient le Musée du Nouveau Monde inauguré à La Rochelle en présence de ses deux fondateurs historiques, Michel Crépeau, maire de La Rochelle, et Alain Parent, son premier directeur. Le Musée du Nouveau Monde a un programme ambitieux en évoquant le rapport de la France en général, de La Rochelle en particulier avec tous les mondes nouveaux que l’Occident avait ignoré durant plusieurs années. Il a notamment pour vocation d’être un lieu de mémoire de l’esclavage. Cet édifice nous rappelle que La Rochelle a été l’un des plus grands ports négrier français tout au long du XVIIIe siècle. Ses collections illustre l’histoire de ce commerce maritime rochelais et la vie tragique des esclaves au sein des plantations.

### Hôtel particulier de la famille Poupet

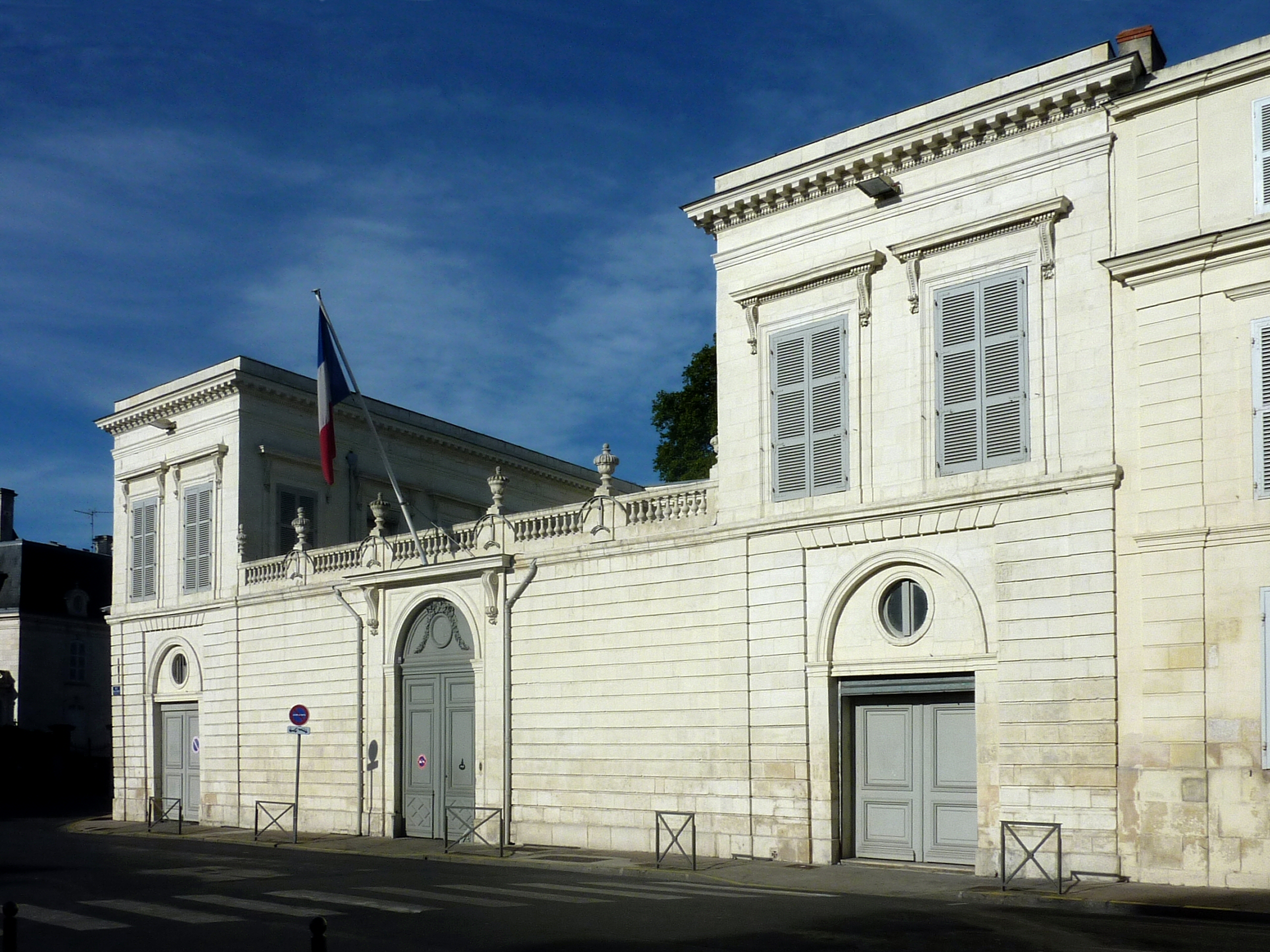
Hôtel Poupet, aujourd'hui préfecture.

L'ancien Hôtel particulier de la famille Poupet abrite de nos jours la préfecture de la Charente Maritime.

### Clarisse, nourrice esclave
Oeuvre de l'artiste haitien Filippo, cette sculpture a été inaugurée le 10 mai 2024, à l'occasion de la cérémonie nationale de la Journée nationale des mémoires de l’esclavage, de la traite et de leurs abolitions , en présence de Gabriel Attal, Premier ministre.
Cette sculpture en bronze de deux mètres de haut est consacrée à Clarisse, une nourrice noire rochelaise et a été érigée derrière le casino, à l'entrée du Port de La Rochelle, d'où partaient les navires négriers. Elle représente une femme noire, pauvrement vêtue, qui nourrit au sein un petit garçon blanc et potelé. À ses côtés se trouve son propre fils, en bien moins bonne santé.

## Gare ferroviaire

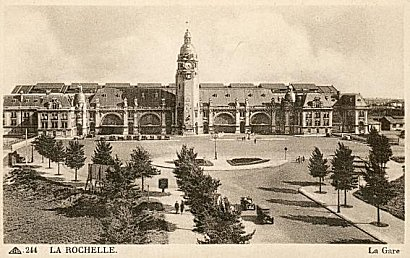
La gare de La Rochelle au début du XXe siècle.

La première moitié du XXe siècle voit le trafic ferroviaire s’accroître de manière importante, notamment en raison du tourisme balnéaire et du fait que La Rochelle est à la croisée des lignes reliant Bordeaux, Nantes et Poitiers. Aussi, le 24 mars 1906, la construction d’un nouveau bâtiment voyageur est déclarée d’utilité publique.
Dès 1909, une nouvelle gare est donc construite. Le bâtiment, dessiné par l’architecte Pierre Esquié, est monumental et dominé par un campanile de 45 m de haut, plus haut que les tours de l’entrée du port.
Le bâtiment fait face à une vaste esplanade de laquelle part un large boulevard bordé d’arbres la reliant à la ville, construit sur l’emplacement de l’ouvrage à cornes, entraînant sa disparition. La gare, richement décorée, rappelle l’architecture de La Rochelle, et notamment celle de la Grosse Horloge. Le hall des voyageurs est orné de grandes mosaïques, tandis que les parements sont en pierre. Sa façade est décorée de nombreuses gravures s’inspirant de la faune marine. Les quais sont intégralement couverts par une grande verrière. Elle se classe parmi les plus belles constructions ferroviaires et est inscrite depuis 1929 à l’inventaire supplémentaire des monuments historiques.

## Base sous-marine de La Rochelle

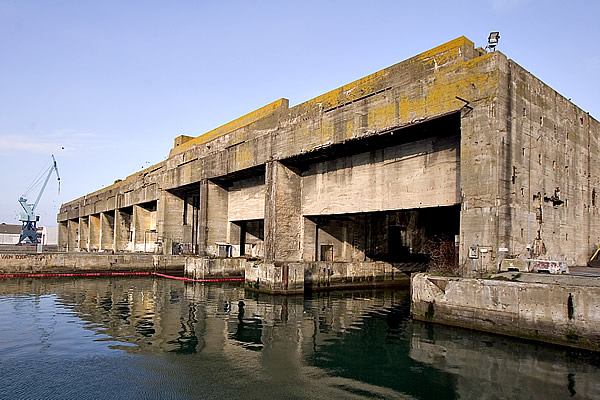
Base sous-marine de la Rochelle.

La base sous-marine de La Rochelle est une importante casemate de la Seconde Guerre mondiale, destinée à abriter la 3e flottille de U-boote (109 unités) de la Kriegsmarine. Elle s'inscrit dans le contexte du Mur de l'Atlantique. Dans l'usage courant, on parle de la « base sous-marine de La Pallice », La Pallice étant un quartier de La Rochelle, à l'ouest de la ville.

## Pont de l'île de Ré
Le pont de l'Île de Ré est situé en Charente-Maritime et a été inauguré le 19 mai 1988. Le pont relie l'île de Ré au continent par une courbe de 2 926,5 mètres de longueur culminant à 42 mètres au-dessus de la mer. Il va du lieu-dit La Repentie, proche du port de La Pallice au nord-ouest de La Rochelle, à la pointe de Sablanceaux à Rivedoux-Plage à l'est de l'île de Ré.